# Architettura neoclassica in Italia

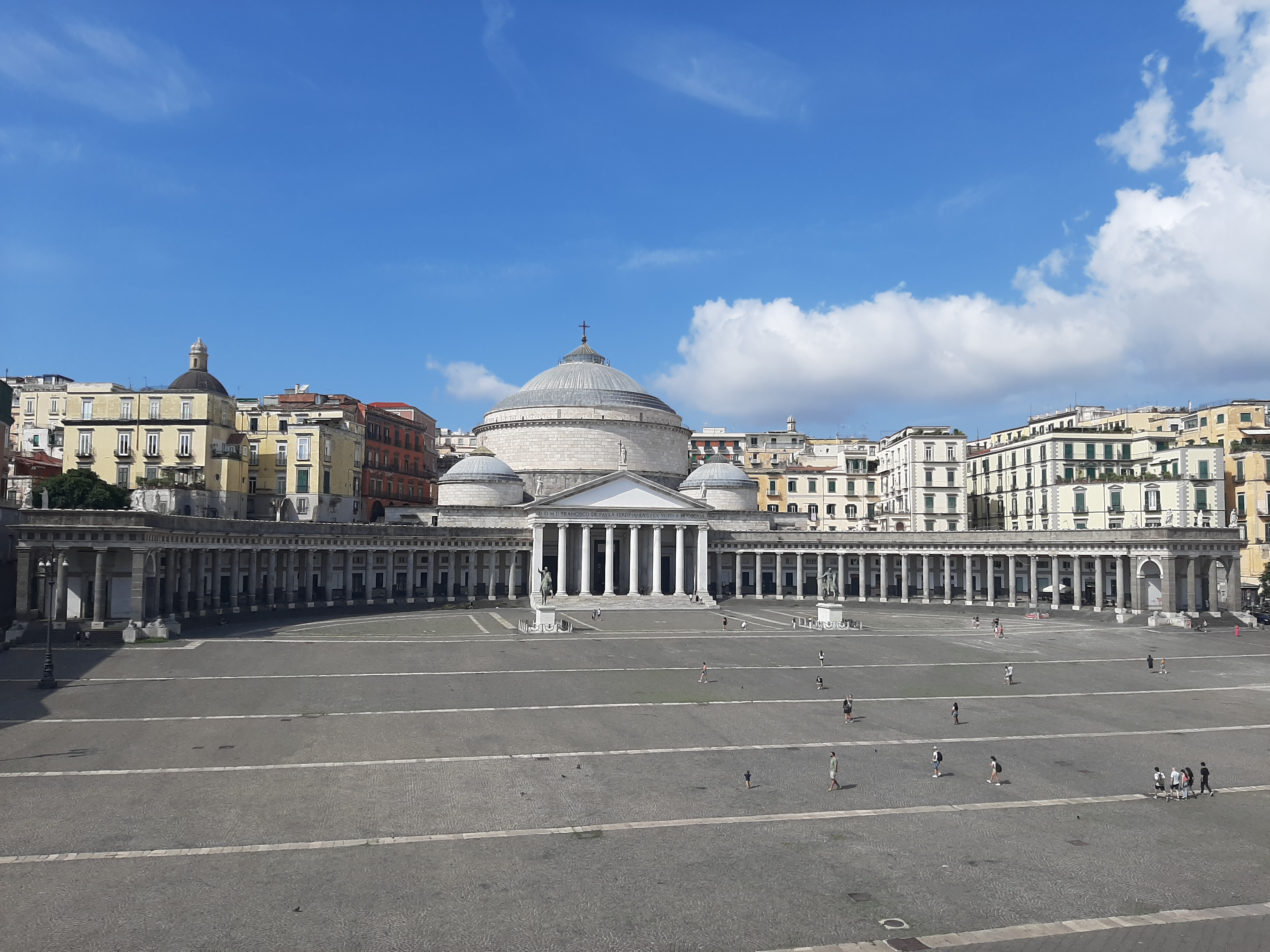
Basilica di San Francesco di Paola, e piazza del Plebiscito, Napoli

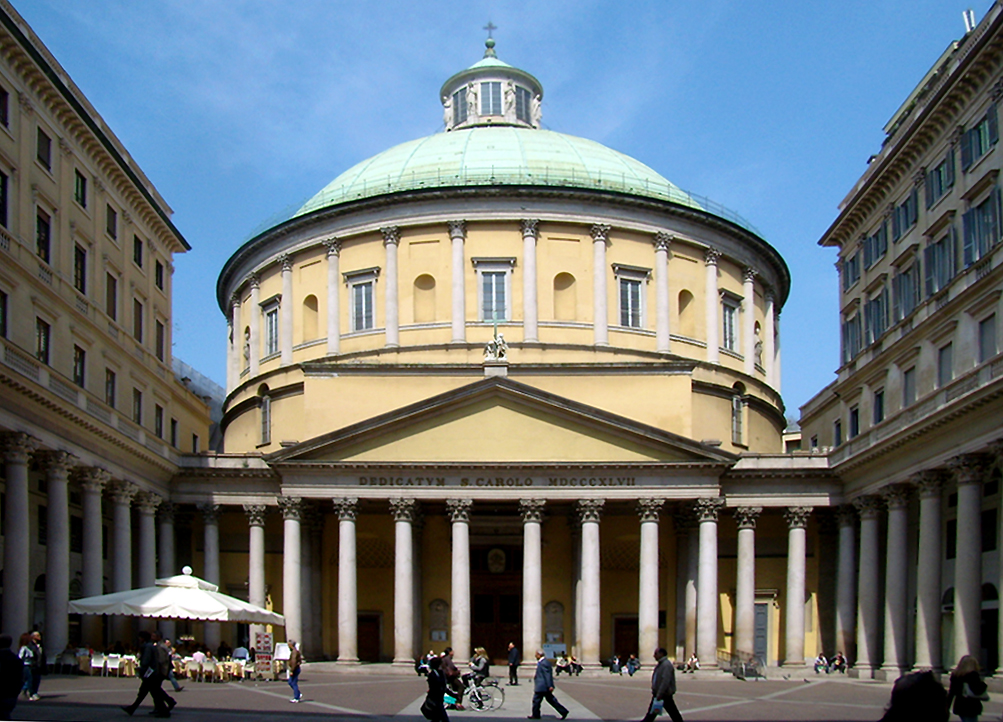
Carlo Amati, chiesa di San Carlo al Corso, Milano

L'architettura neoclassica in Italia si sviluppò a partire dalla seconda metà del XVIII secolo nel contesto dei piccoli stati spesso in contrasto tra loro e dominati da potenze straniere. Tale situazione perdurò sino all'istituzione del Regno d'Italia con Vittorio Emanuele II di Savoia.
Per questo motivo il Neoclassicismo non si affermò uniformemente su tutto il territorio; l'assenza di una cultura unitaria e le difficoltà economiche che gravano sulla penisola italiana nel Settecento ridussero la crescita in ambito urbanistico ed architettonico.
All'inizio dello stesso secolo si era manifestata una breve, ma straordinaria, stagione tardobarocca: a Roma, si erano realizzati monumenti come piazza di Spagna, Fontana di Trevi e piazza Sant'Ignazio, mentre in Piemonte erano all'opera Filippo Juvarra e Bernardo Antonio Vittone. L'attività si era poi spostata nel Regno di Napoli, dove Ferdinando Fuga e Luigi Vanvitelli erano stati chiamati a innalzare rispettivamente il Real Albergo dei Poveri e la Reggia di Caserta; in particolare, la Reggia, malgrado all'esterno accenni a una certa contenutezza neoclassica, è ritenuta l'ultima grande realizzazione e incarnazione della migliore tradizione del Barocco italiano.
L'affermazione del Neoclassicismo fu pertanto lenta e faticosa, e risentì essenzialmente di apporti stranieri, in particolare francesi.
A questo quadro d'insieme si aggiunge lo scarso interesse degli studiosi nei confronti dell'architettura neoclassica italiana, che per molto tempo ne ha limitato un esame approfondito e sereno. Malgrado le difficoltà generate dal contesto sociopolitico, il Neoclassicismo in Italia produsse numerose opere notevoli. Studi più recenti hanno infatti evidenziato i tratti distintivi, le peculiarità e, per certi versi, i caratteri unitari della produzione italiana, nelle sue varianti regionali o addirittura locali, nel contesto di quel policentrismo che ancora caratterizzava la Penisola tra il Settecento e l'Ottocento.

## Contesto storico

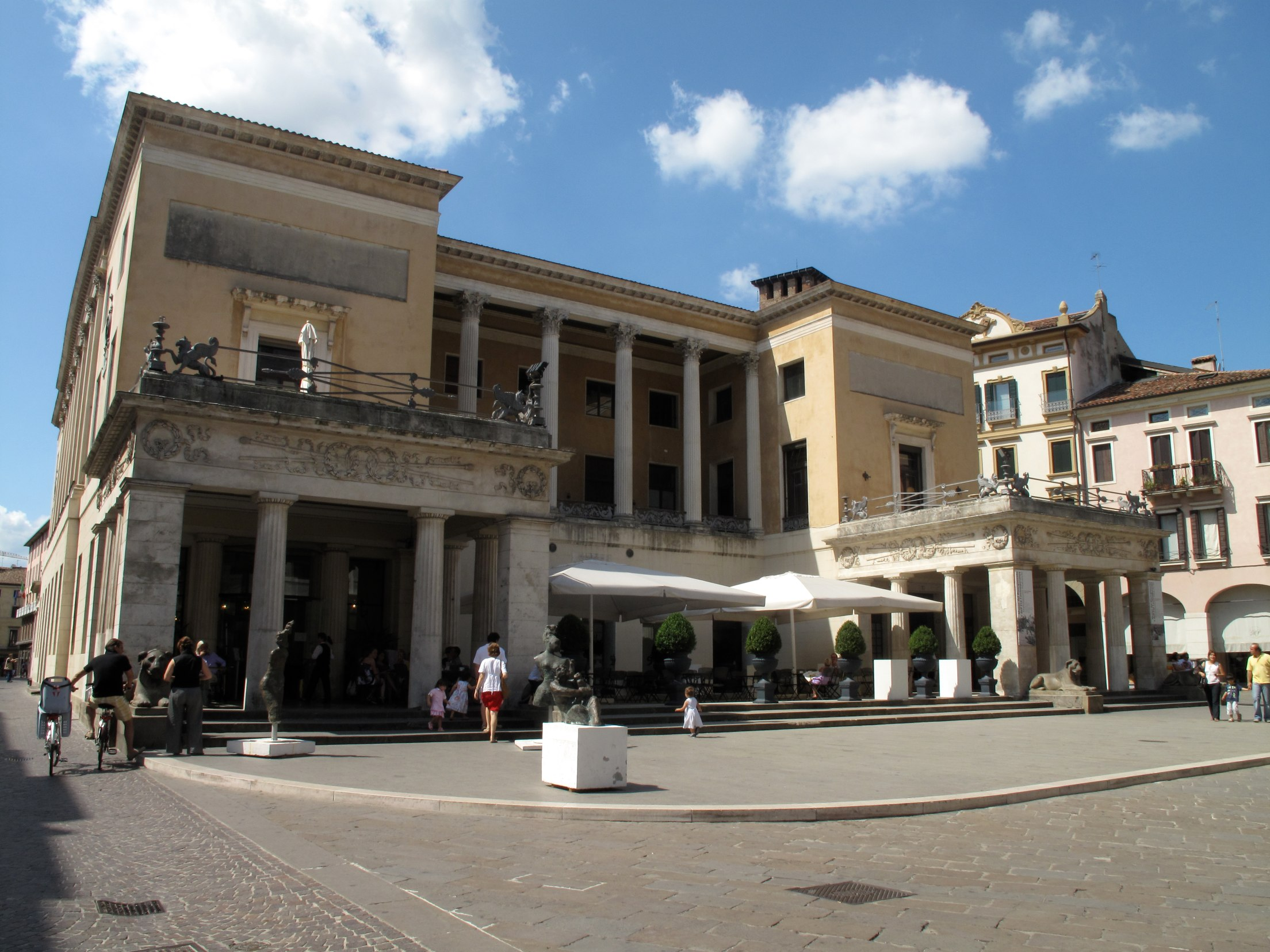
Giuseppe Jappelli, Caffè Pedrocchi, Padova

Le complesse vicende che interessarono le regioni italiane tra la fine del Settecento e i primi decenni dell'Ottocento possono essere sostanzialmente distinte in una fase prerivoluzionaria o comunque settecentesca, in una fase rivoluzionaria coincidente con l'occupazione francese, e in una terza fase, quella della Restaurazione, che precedette l'annessione al Regno d'Italia.
Con la Rivoluzione francese i rapporti tra lo Stato Pontificio e la Francia si deteriorarono notevolmente. Durante la Campagna d'Italia del 1796 i territori della Chiesa furono invasi e la città di Roma fu occupata; dichiarata la Repubblica Romana, papa Pio VI fu deportato dapprima in Toscana e poi in Francia. Il nuovo pontefice, Pio VII, poté rientrare a Roma quando le forze della coalizione prevalsero su quelle francesi.
Nel contempo Napoleone Bonaparte sostituì la spinta rivoluzionaria con l'idea di costituire un impero mondiale; nell'ottica di stabilire unità religiosa, stipulò un concordato con la Chiesa, ma di fronte al rifiuto del papa di schierarsi contro i nemici della Francia, lo Stato Pontificio fu nuovamente occupato, fino alla definitiva capitolazione di Bonaparte.

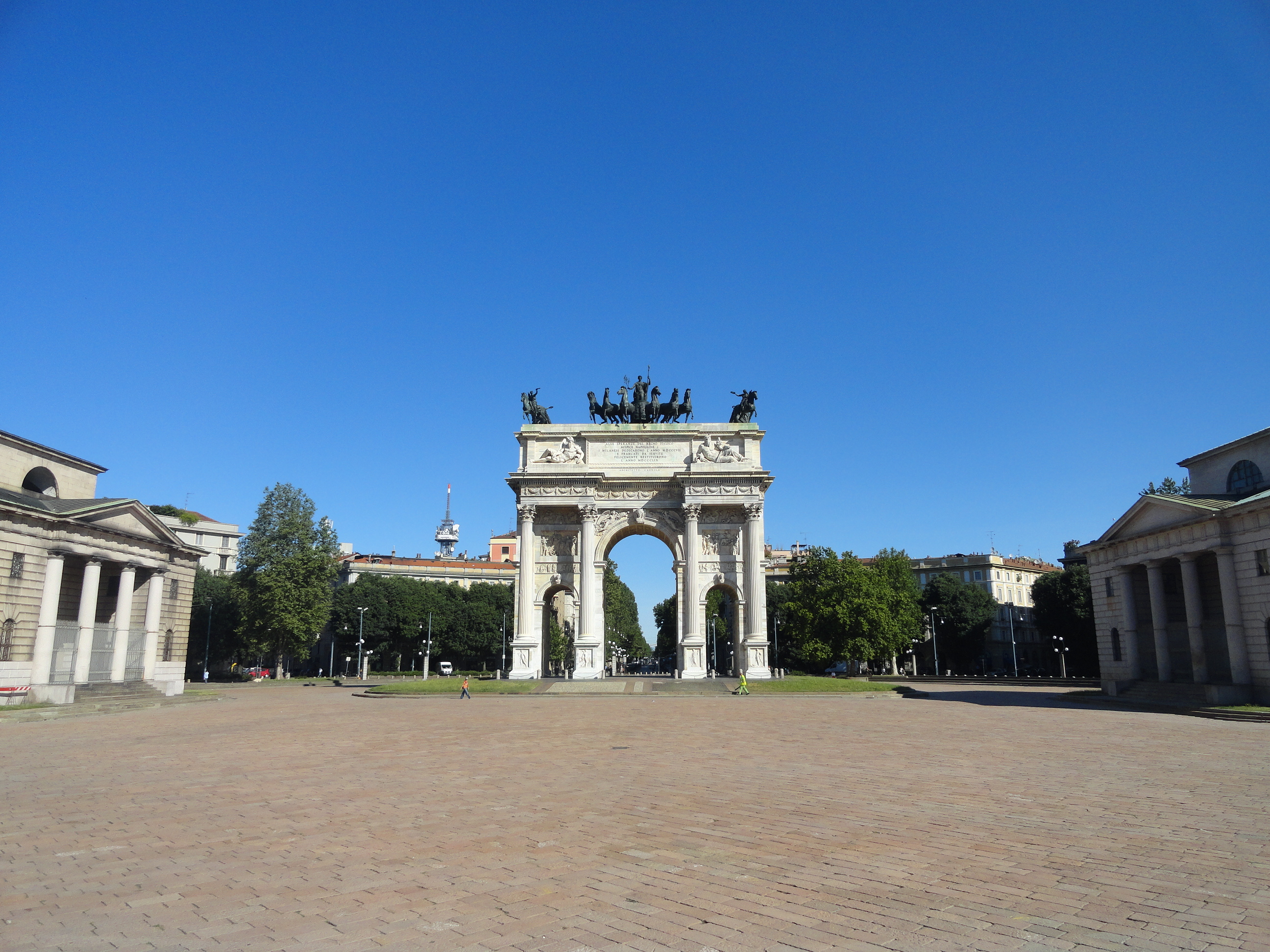
Luigi Cagnola, Arco della Pace, Milano

Le prime ostilità tra la Francia e il Regno di Napoli si verificarono nel 1793; nel 1796 fu stipulato un armistizio, ma nel 1799 Napoli e il suo regno furono invasi dall'esercito francese. Sulla scia rivoluzionaria, nel 1799 fu istituita la Repubblica Napoletana, che fu sanguinosamente repressa nell'arco di pochi mesi e a cui fece seguito la prima restaurazione dei Borbone. Nel 1801 il regno stipulò un trattato di neutralità con la Francia, ma la violazione del patto causò la seconda occupazione francese della città e la destituzione di Ferdinando IV, con l'ascesa al trono di Giuseppe Bonaparte. Bonaparte resse lo Stato tra il 1806 e il 1808, quando fu sostituito da Gioacchino Murat, il quale vi rimase fino al 1815, anno della seconda restaurazione dei Borbone.
La Repubblica di Venezia cessò di esistere nel 1797. Fu occupata dalle truppe di Napoleone, ma parte dei suoi territori furono ceduti all'Impero Austriaco a seguito del trattato di Campoformio. Il cambiamento di regime causò una grave crisi economica. Con il ritorno dei francesi le cose migliorarono; il Veneto fu così annesso al Regno d'Italia, tuttavia, con il Congresso di Vienna il territorio unificato del Lombardo-Veneto tornò sotto il controllo austriaco.
Nel 1737 il Granducato di Toscana passò sotto gli Asburgo-Lorena. Con Pietro Leopoldo di Lorena, che fu granduca tra il 1765 e il 1790, lo Stato fu interessato da importanti riforme del commercio, dell'amministrazione pubblica e della giustizia. A seguito dell'occupazione francese si ebbe la formazione del Regno di Etruria (1801-1807) e la successiva annessione della Toscana all'Impero Francese. La restaurazione di Ferdinando III di Lorena nel 1814, l'ascesa al trono del figlio Leopoldo II e l'annessione della Repubblica di Lucca nel 1847 completano la vicenda politica toscana dell'età neoclassica.

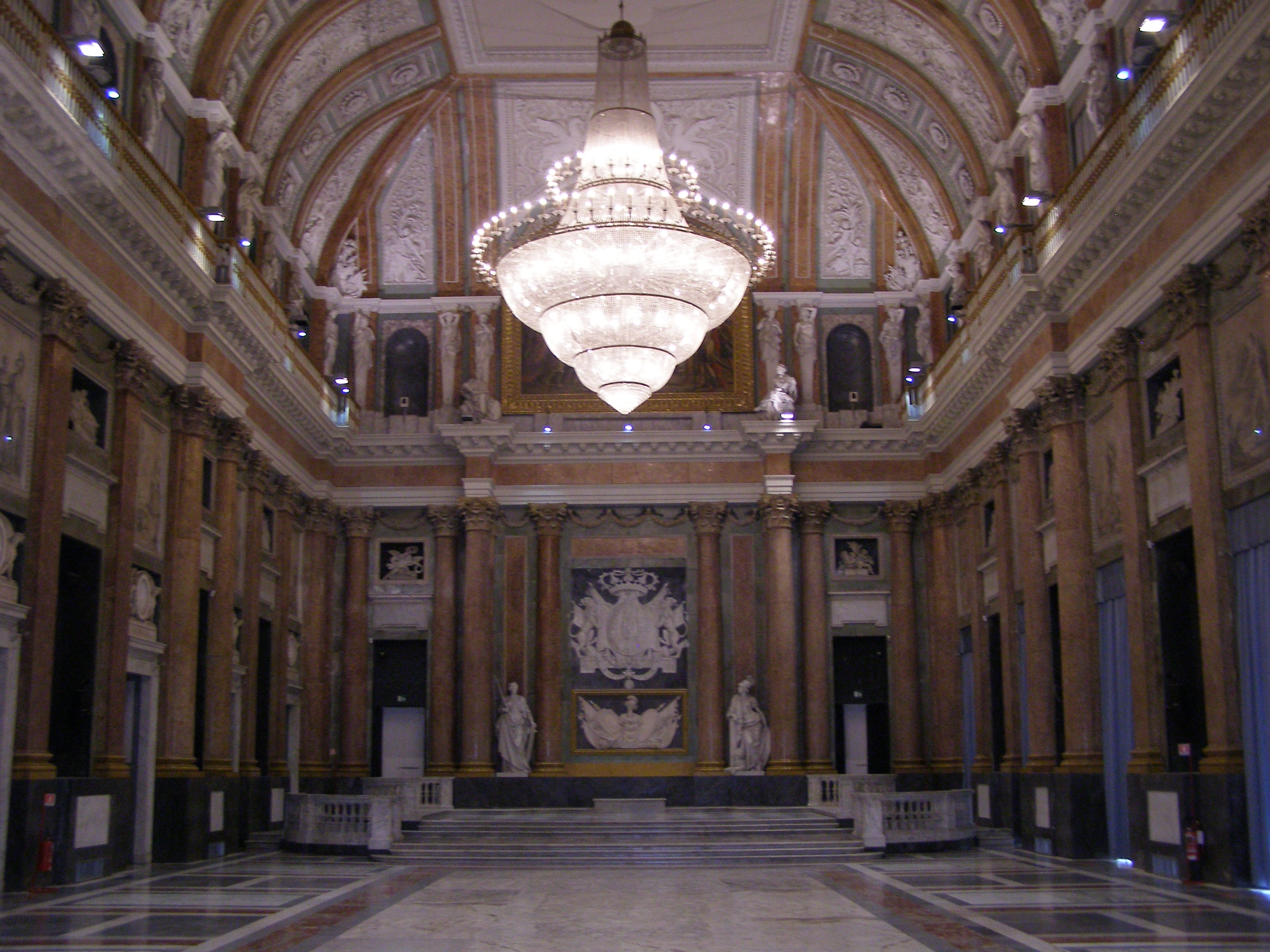
Simone Cantoni, Sala del Maggior Consiglio, Palazzo Ducale, Genova

La Lombardia verso la fine del Settecento era ancora soggetta all'Impero austriaco, ma nel 1797, con l'ascesa di Napoleone, l'ex Ducato di Milano entrò a far parte della Repubblica Cisalpina. Durante l'amministrazione francese, Milano divenne il punto di incontro di tutti i giacobini e di tutti i progressisti italiani. Per breve tempo la regione tornò sotto il controllo austriaco, ma il 2 giugno del 1800 Napoleone entrò a Milano alla testa del suo esercito. Dopo la battaglia di Marengo nacque la seconda Repubblica Cisalpina, che dapprima mutò il nome in Repubblica Italiana e quindi in Regno d'Italia, fino alla caduta del 1814.
Il Regno di Sardegna, dopo la sconfitta subita dai piemontesi nel 1796 a opera dell'esercito francese nel contesto della prima campagna d'Italia, cedette Nizza e la Savoia alla Francia. Nel 1800, durante la seconda Campagna d'Italia, Napoleone si assicurò il possesso del Piemonte e della Liguria, che nel frattempo si era trasformata in Repubblica Ligure. Tra il 1802 e il 1805 il Piemonte e Genova furono uniti all'Impero Francese. Dopo il Congresso di Vienna, che ristabilì i Savoia sul trono piemontese, il Regno di Sardegna fu accresciuto della Liguria.

## Le varianti regionali

### Veneto

Tommaso Temanza, chiesa della Maddalena, Venezia

Sebbene gran parte della critica ritenga che il Neoclassicismo italiano abbia avuto la sua origine a Roma, fu tuttavia in Veneto che già nella prima metà del Settecento iniziò lentamente a delinearsi un gusto architettonico più aderente alle tendenze europee. Pur risultando difficile stabilire la nascita di un preciso orientamento neoclassico, il Museo lapidario maffeiano di Verona, terminato nel 1745 da Alessandro Pompei (1705-1782), può essere considerato un'anticipazione del Neoclassicismo.
Al contempo, Venezia ebbe un ruolo nell'elaborazione teorica dei principi neoclassici con la presenza di Carlo Lodoli e Francesco Algarotti, sostenitori di idee funzionaliste e antibarocche, che operarono in un contesto ancora in gran parte dominato dall'eredità di Palladio, senza pertanto riuscire a esercitare molta influenza sui contemporanei.
A Venezia, tuttavia, è possibile individuare una linea architettonica di una certa coerenza, riscontrabile già nel portico della chiesa di San Nicola da Tolentino (1706-1714) di Andrea Tirali, al quale fecero seguito le chiese di San Simone Piccolo di Giovanni Scalfarotto e della Maddalena (1780) di Tommaso Temanza, che già 1748 aveva proposto a Padova una facciata di sapore razionale per la chiesa di Santa Margherita.
La chiesa della Maddalena, in particolare, può essere presa come manifesto dei nuovi orientamenti. Aspramente criticata dai contemporanei per il suo eccesso di "paganità", fu concepita come un compatto volume cilindrico, attorno al quale ruotano gli spazi irregolari dell'antico tessuto urbano veneziano.

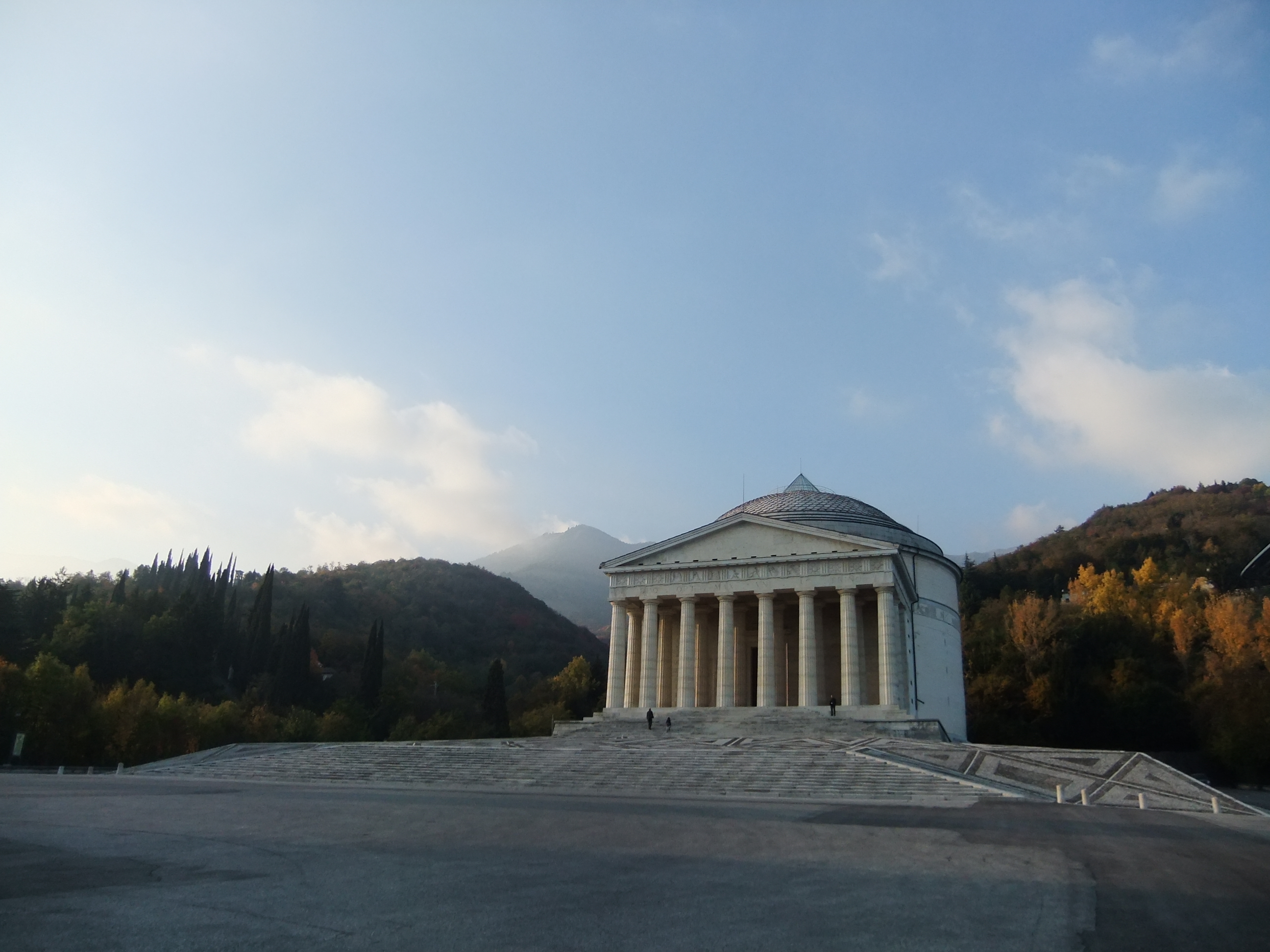
Giannantonio Selva (?), Tempio Canoviano, Possagno

Il principale artefice di questo rinnovamento fu comunque Giannantonio Selva (1751-1819). 
Nel suo progetto per il Teatro La Fenice di Venezia (1790-1792) seppe sfruttare con razionalità la conformazione irregolare del lotto, ottenendo acustica e visuale ineccepibili.
Selva lavorò anche alle chiese veneziane di San Maurizio (1806) e del Nome di Gesù (1815), poi terminate dall'allievo Antonio Diedo; con Diedo progettò la facciata del Duomo di Cologna Veneta (1810-1817) e il Tempio Canoviano a Possagno (1819-1833), felice fusione tra i modelli del Partenone e del Pantheon, la cui attribuzione è tuttavia incerta. I suoi edifici, ben proporzionati e basati su pochi temi, oltrepassarono l'interesse provinciale.
Nei primi anni dell'Ottocento la maggior parte delle commissioni furono affidate ad architetti forestieri, come Giuseppe Soli, autore del lato occidentale di piazza San Marco, e Lorenzo Santi, che rinnovò il Palazzo Patriarcale.
Dopo l'intervallo napoleonico si affermò Giuseppe Jappelli (1785-1852); allievo di Selva, egli deve la sua fama al Caffè Pedrocchi e al Pedrocchino di Padova, eclettico edificio in cui si uniscono pure forme neogotiche.
Lavorò anche in numerose ville venete, mostrando uno stile deciso e competente, degno del Neoclassicismo internazionale.

### Roma

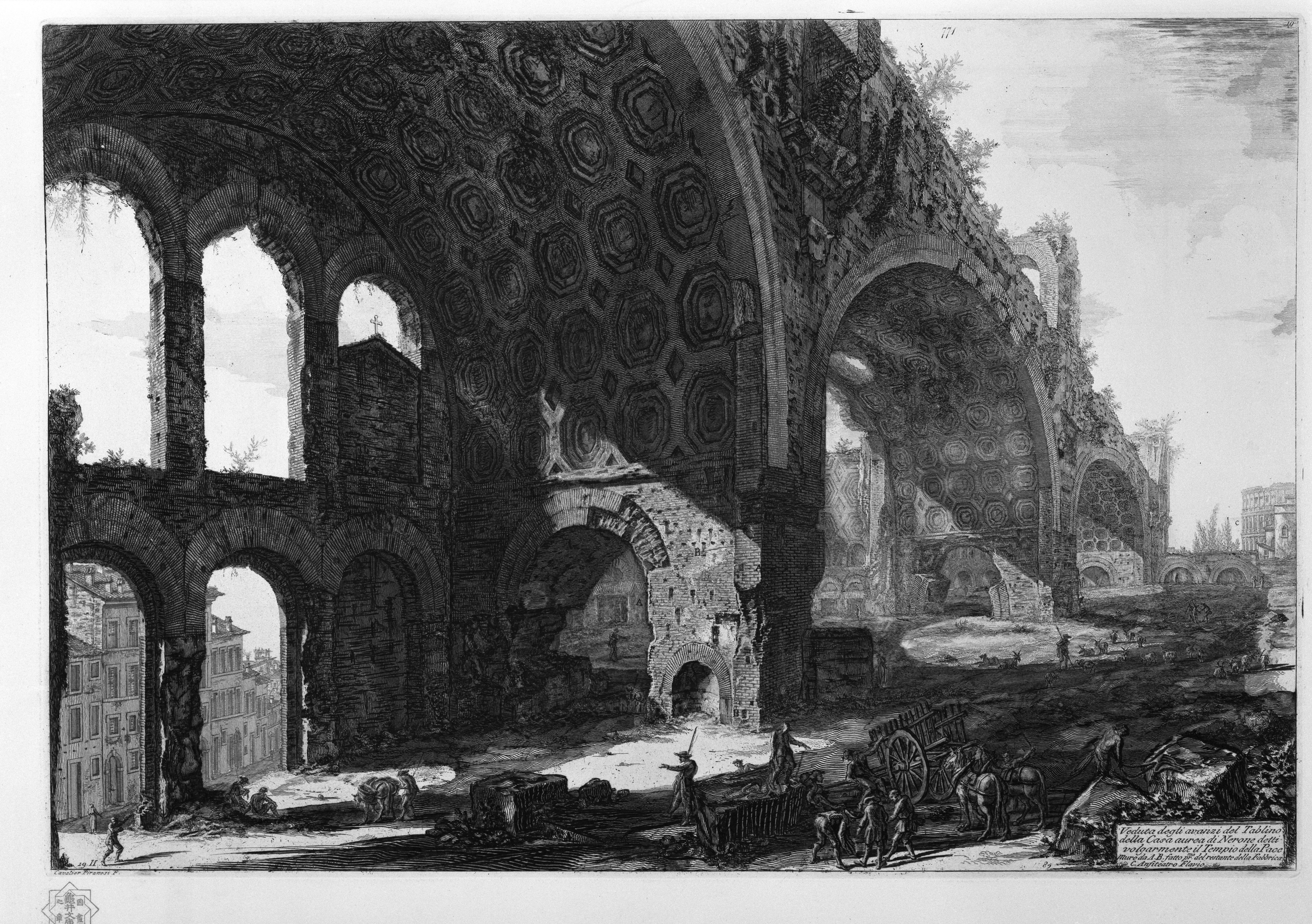
Giovanni Battista Piranesi, incisione riproducente la Basilica di Massenzio, Roma

A Roma, dopo la straordinaria stagione barocca e tardobarocca che produsse i suoi frutti fino ai primi decenni del Settecento, non si registra un'attività particolarmente vivace. La cultura teorica del Veneto trovò comunque a Roma un punto di riferimento: l'ammirazione per Palladio e lo studio del mondo antico si fusero così in un'unica linea culturale. Del resto, nel 1740, Giovanni Battista Piranesi (1720-1778) giunse nella capitale dello Stato Pontificio da Venezia; lo studio delle vestigia romane fornirono un entusiasmante stimolo per la sua produzione incisoria, con la stesura di opere che molto influenzeranno la cultura neoclassica. Tuttavia, la sua produzione architettonica fu limitata: la chiesa di Santa Maria al Priorato (1764) appare come un edificio assai tradizionale, denso di decorazioni assolutamente distanti dalla serenità ellenica vagheggiata da Johann Joachim Winckelmann.
Un altro veneto, Giacomo Quarenghi (1744-1817), prima di partire per la Russia, ricostruì la cattedrale di Santa Scolastica a Subiaco, in un palladianesimo semplificato e rivisitato tramite la conoscenza degli antichi monumenti.
La seconda metà del secolo vide attivo il marchigiano Carlo Marchionni (1702-1786), che fu chiamato a realizzare la villa del cardinale Albani. Caratterizzata da un neocinquecentismo ridondante, la dimora può essere considerata un teatro per i nuovi orientamenti dell'architettura romana; basti pensare che il suo committente era un grande collezionista di reperti archeologici, promotore di campagne di scavo, ai cui meriti si aggiunse quello di aver nominato come proprio bibliotecario il Winckelmann.
Ciò nonostante, il nome di Marchionni è legato soprattutto a quello della Sagrestia di San Pietro in Vaticano, un'opera infelice, eccessivamente sfarzosa, che subì dure critiche da parte dell'unico studioso italiano di un certo rilievo, Francesco Milizia.
Il Milizia era infatti un ammiratore della semplicità dell'arte greca e delle grandiose opere pubbliche romane. Sosteneva l'idea di un'architettura come un'arte razionale al servizio della società civile; un aspetto interessante del suo pensiero era comunque quello di non escludere, negli interventi urbanistici, l'esigenza del diverso, dell'irregolare comunque controllato e non spontaneo, onde annullare il rischio di monotonia.

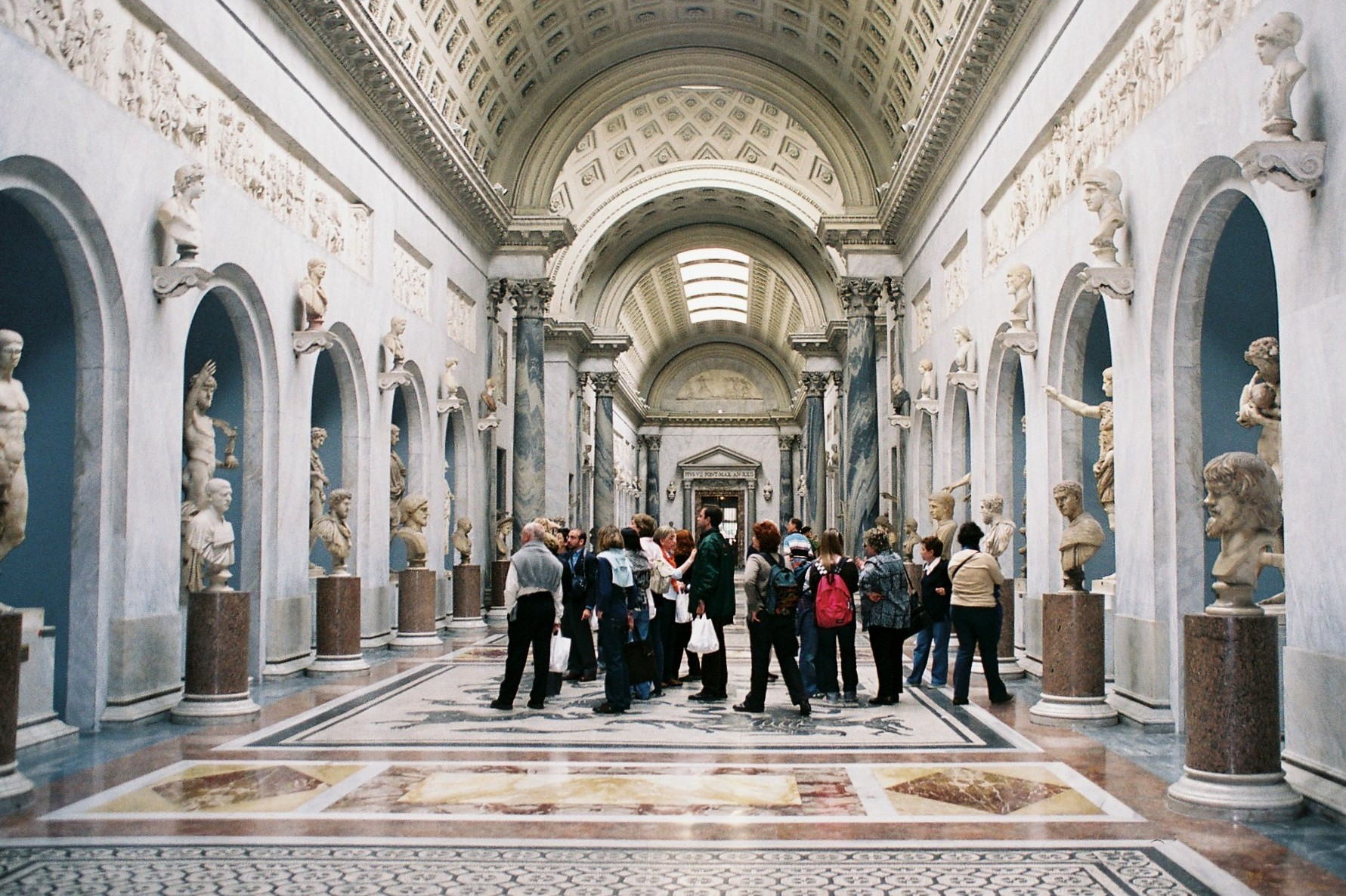
Raffaele Stern, Braccio Nuovo dei Musei Vaticani, Roma

Il Neoclassicismo vero e proprio giunse a Roma con Giovanni Battista Visconti, Commissario dei Musei e Soprintendente alle Antichità, succeduto a Winckelmann dopo il 1768. Visconti promosse una serie di significative trasformazioni presso i Musei Vaticani, che ebbe inizio con l'alterazione del cortile ottagonale da parte di Alessandro Dori, poi sostituito da Michelangelo Simonetti.
Dopo il 1775, sotto il pontificato di papa Pio VI, i lavori ripresero con maggior vigore. Su progetto dello stesso Simonetti e Pietro Camporese furono aggiunte imponenti sale museali, come quella delle Muse, la sala a croce greca e la scalinata d'accesso. Tra il 1817 e il 1822, Raffaele Stern realizzò il cosiddetto Braccio Nuovo. Nel loro insieme, questi ambienti costituiscono una sequenza di spazi diversi, tutti caratterizzati da un'insolita correttezza archeologica, che però risulterà difficilmente applicabile a opere minori.
L'occupazione francese di Roma coincise con l'affermazione di uno stile neoclassico sicuro e facile da imitare. Giuseppe Valadier (1762-1839), che aveva lavorato a lungo nello Stato Pontificio e in particolare a Urbino dove aveva restaurato in stile neopalladiano il Duomo, divenne la principale figura di riferimento. A giustificare il successo dell'architetto contribuì, almeno inizialmente, la duplice condizione di buon cattolico e di oriundo francese.
Valadier fu impegnato nei restauri del Colosseo, dell'Arco di Tito, del Pantheon, di Ponte Milvio, dedicandosi inoltre ai progetti di Villa Torlonia, del Caffè del Pincio, della facciata di San Rocco e della sistemazione di piazza del Popolo, quest'ultima considerata un capolavoro del Neoclassicismo italiano sotto il profilo urbanistico.

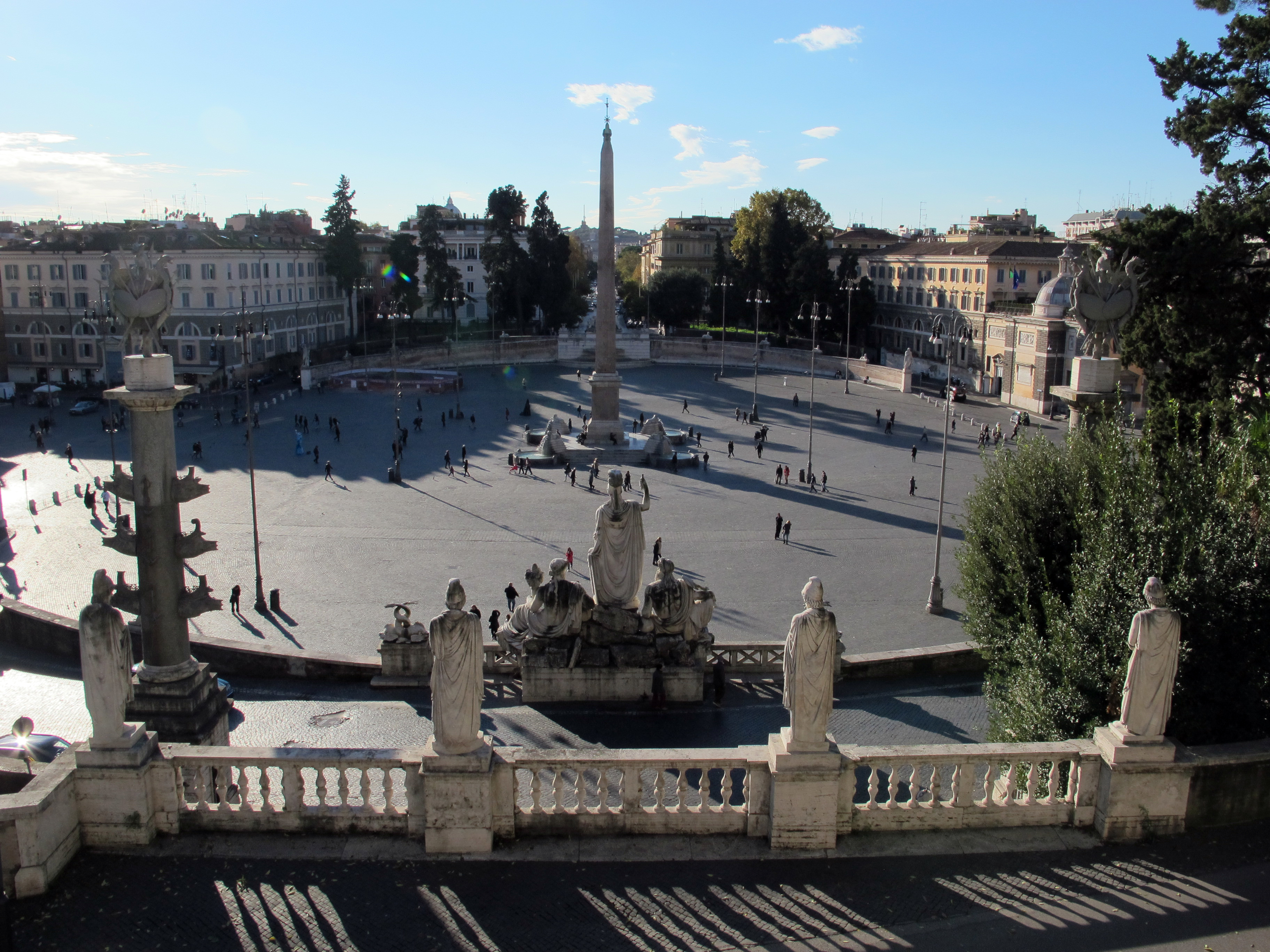
Giuseppe Valadier, sistemazione di piazza del Popolo, Roma

Prima dell'intervento di Valadier, piazza del Popolo appariva come uno spazio caotico, seppur fortemente caratterizzato, compreso tra la Porta del Popolo e le chiese barocche di Carlo Rainaldi. Nel 1793, tenendo conto delle indicazioni di un concorso svoltosi venti anni prima, l'architetto presentò una prima proposta per la sistemazione della piazza, caratterizzata da uno spazio architettonico a forma di trapezio, con grandi edifici destinati a caserme, schermati da due ordini di colonne.
A questo disegno fece seguito un secondo progetto, in cui si manteneva la pianta trapezoidale, ma, in luogo dei lunghi fabbricati previsti nella soluzione iniziale, furono inserite due cancellate, oltre le quali erano previsti ampi giardini. Il progetto definitivo, che risentiva di alcune modifiche introdotte da Louis-Martin Berthault, fu approvato nel 1813. Valadier fece assumere alla piazza una forma ellittica, con l'inserimento di due muraglioni monumentali, simmetrici, ai lati delle chiese gemelle del Rainaldi; inoltre raccordò i due emicicli con la via del Babuino e di Ripetta grazie alla presenza di nuovi fabbricati, e analoga simmetria diede al lato rivolto verso la basilica di Santa Maria del Popolo. Come è stato osservato dalla critica, in piazza del Popolo il Neoclassicismo non divenne comunque l'elemento dominante, ma contribuì alla perfetta coesistenza tra le diverse emergenze architettoniche.
Negli anni postunitari, il nuovo assetto politico-culturale del Regno d'Italia finì per prediligere lo stile neorinascimentale. Le motivazioni possono essere ricercate, in primo luogo, nel carattere fortemente nazionale rappresentato dall'architettura rinascimentale; in secondo luogo, questo stile si adattava perfettamente alla realizzazione dei palazzi civili, che costituivano la tipologia edilizia più in voga all'epoca.
In ogni caso, il clima celebrativo della capitale dello stato unitario, coincise con una serie di interventi fuori scala, non classificabili a rigore nella corrente neorinascimentale. Il Monumento a Vittorio Emanuele II, di Giuseppe Sacconi, testimonia il livello medio della cultura architettonica dell'epoca; una cultura fondata, da un lato su una resistente base classicista tradizionale, e dall'altro protesa verso nuove ricerche, che guardavano, ad esempio, all'opera di Charles Garnier. Non è un caso che il monumento sia stato terminato solo nel 1911, nell'anno dell'Esposizione universale e dell'inizio del sogno imperiale.

### Napoli

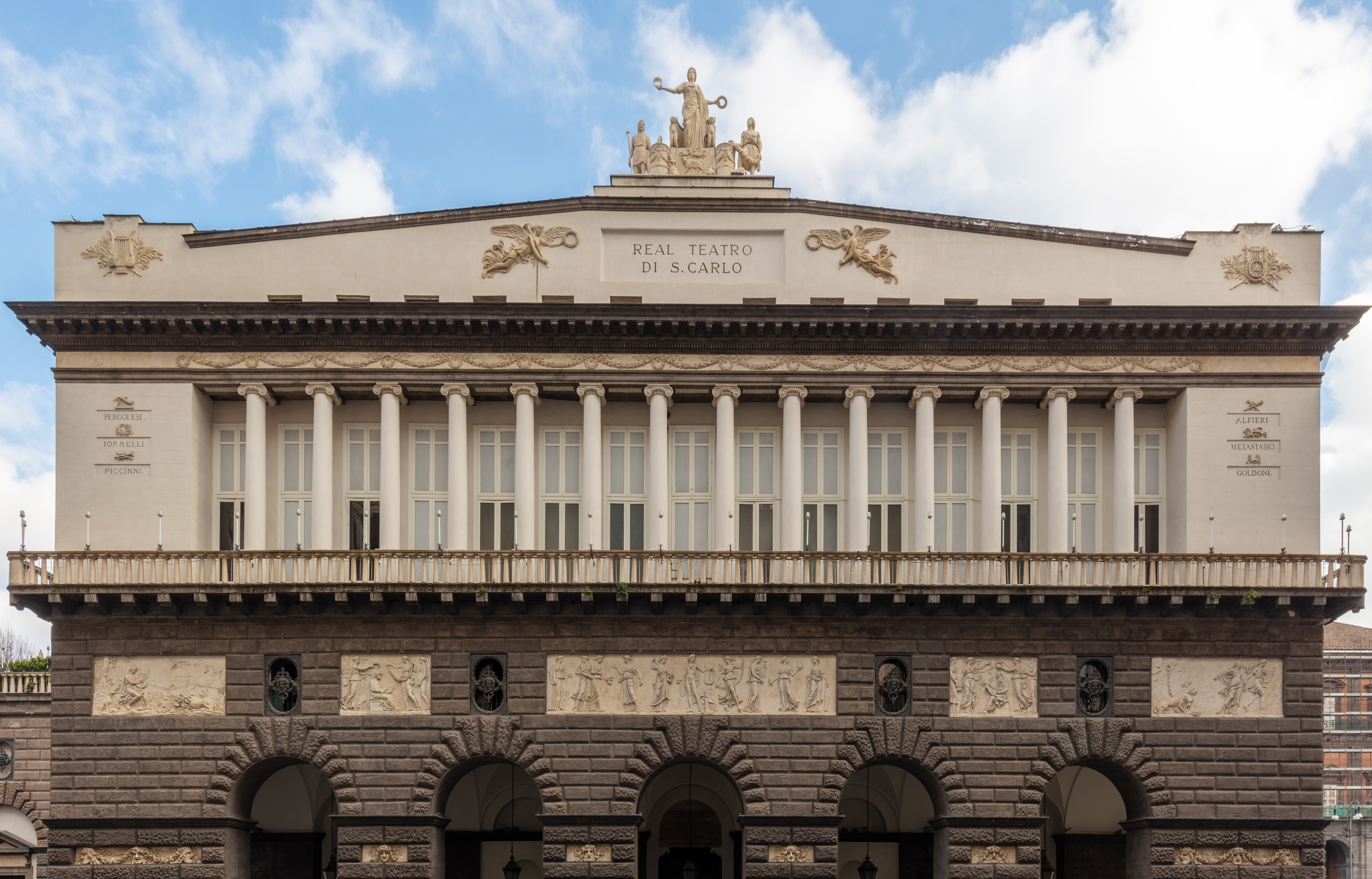
Antonio Niccolini, Teatro San Carlo, Napoli

Alla fase settecentesca del Neoclassicismo napoletano appartiene la colonia agricola di San Leucio, sorta a partire dal 1773 per volontà di Ferdinando IV a pochi chilometri dalla capitale del regno. La colonia può essere considerata un anello nella catena delle utopie dei secoli XVIII e XIX. Il suo ordinamento era basato su un codice che sanciva il diritto e il dovere al lavoro, oltre alla parità di tutti i coloni; la retribuzione era effettuata con un compenso crescente sulla base delle capacità. Inoltre, erano abolite le doti matrimoniali e sussisteva un sistema mutualistico d'assistenza per i malati e per gli anziani. Il governo era affidato a rappresentanti del popolo, ma la costante presenza del re a San Leucio evidenziava comunque tutto l'assolutismo del sovrano. La composizione urbanistica della colonia fu curata da Francesco Collecini (1723-1804), che si basò su un preciso ordine simmetrico. Dal punto di vista architettonico, le case esprimevano un carattere rustico, non privo di una certa solidità. L'edificio principale, costituito dal Belvedere, conteneva la scuola, la chiesa, la residenza reale, la residenza dei principali cittadini, i depositi e le attrezzature dell'opificio. Il fronte meridionale, caratterizzato da ampie aperture vetrate, lesene giganti e un alto timpano, testimonia un gusto classicistico derivato dall'opera di Luigi Vanvitelli.

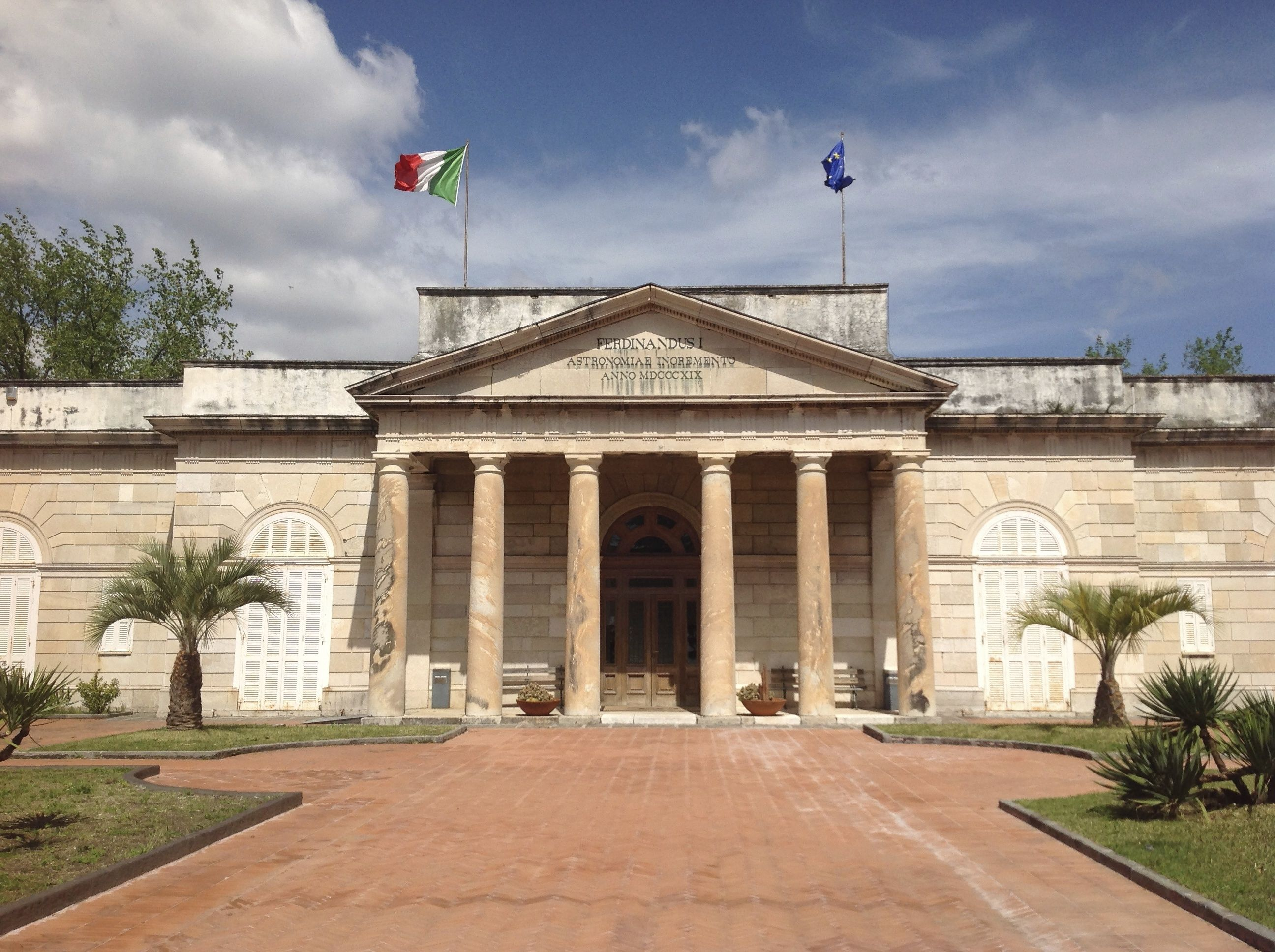
Stefano Gasse, Osservatorio astronomico di Capodimonte, Napoli

Una rottura più marcata con la tradizione barocca si riscontra nella produzione architettonica operata durante il decennio francese (1806-1815). A questo periodo vanno ascritti una serie di importanti assi stradali, il cimitero di Poggioreale, la facciata del Teatro San Carlo e l'avvio dei lavori per il largo di Palazzo (poi piazza del Plebiscito).
Alla restaurazione borbonica si deve il completamento del largo di Palazzo, con la Basilica di San Francesco di Paola, la ricostruzione del Teatro San Carlo dopo l'incendio che nel 1816 aveva distrutto le strutture settecentesche, il completamento dell'Orto botanico e dell'Osservatorio astronomico di Capodimonte (quest'ultimo a opera di Stefano Gasse), nonché i lavori per la Sala del Trono della Reggia di Caserta e per il riassetto del Palazzo Reale condotti da Gaetano Genovese.
La facciata del Teatro San Carlo, iniziata nel 1810 dal toscano Antonio Niccolini, è strettamente francese e fiorentina, con un leggero colonnato ionico aperto al di sopra di un alto basamento porticato ispirato al prospetto della Villa di Poggio Imperiale di Firenze, progettato in buona parte da Pasquale Poccianti solo pochi anni prima.
Negli anni seguenti l'attività di Niccolini fu intensa: disegnò il complesso della Villa Floridiana al Vomero, al cui interno costruì la Villa Lucia, ideò la nuova facciata del Palazzo Partanna in piazza dei Martiri, ebbe l'incarico di riedificare l'interno del Teatro San Carlo dopo l'incendio del 1816 e si dedicò anche a numerosi progetti, non eseguiti, per il riassetto del Palazzo Reale.

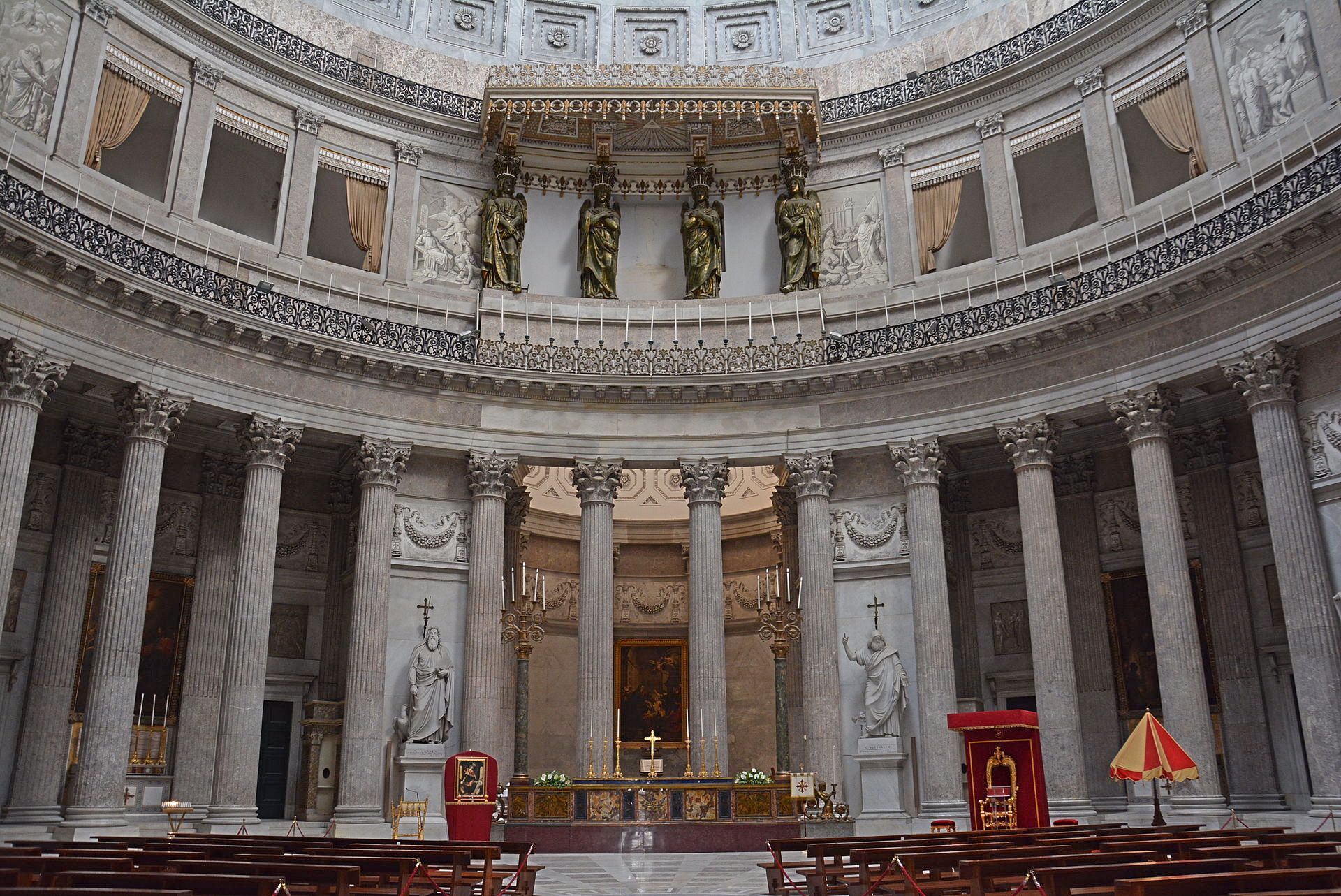
Pietro Bianchi, Basilica di San Francesco di Paola, Napoli

La chiesa di San Francesco di Paola si colloca invece tra le più importanti architetture sacre del periodo, tanto da essere annoverata dalla critica come "la più ricca e accurata delle nuove chiese italiane". La sua costruzione, legata alle complesse vicende politiche del Regno di Napoli, fu intrapresa come coronamento del largo di Palazzo. La prima idea di ordinare la piazza che si apriva di fronte al Palazzo Reale era stata di Giuseppe Bonaparte, ma l'inizio delle opere si deve a Gioacchino Murat, che nel 1809 bandì un concorso per il relativo progetto. Il concorso vide prevalere il disegno di Leopoldo Laperuta, che realizzò un colonnato ellittico di fronte al Palazzo Reale. Con la Restaurazione dei Borbone di Napoli, re Ferdinando volle dare maggior risalto al tempio che doveva essere ubicato al centro del colonnato. Fu bandito un secondo concorso che, dopo diverse controversie, vide primeggiare il progetto dell'architetto luganese Pietro Bianchi (1787-1849).
Bianchi realizzò una chiesa fortemente ispirata al Pantheon di Roma, differenziandolo solo nelle proporzioni e nella presenza di due cupole minori ai lati della calotta principale. L'effetto complessivo riuscì a graduare il passaggio tra l'ordine monumentale della piazza e i confusi caseggiati situati sulla retrostante collina di Pizzofalcone.
L'interno della chiesa, tuttavia, risulta meno felice dell'esterno, trasudando una freddezza cimiteriale nella ricca decorazione di marmi, stucchi e ghirlande.
Questo evidente divario insinuò il dubbio che il Neoclassicismo si addicesse più all'architettura delle ville, dei palazzi, dei teatri e delle regge, piuttosto che a quella delle chiese; per questo motivo, di lì a poco, l'architettura ecclesiastica volse verso il neogotico.

### Sicilia

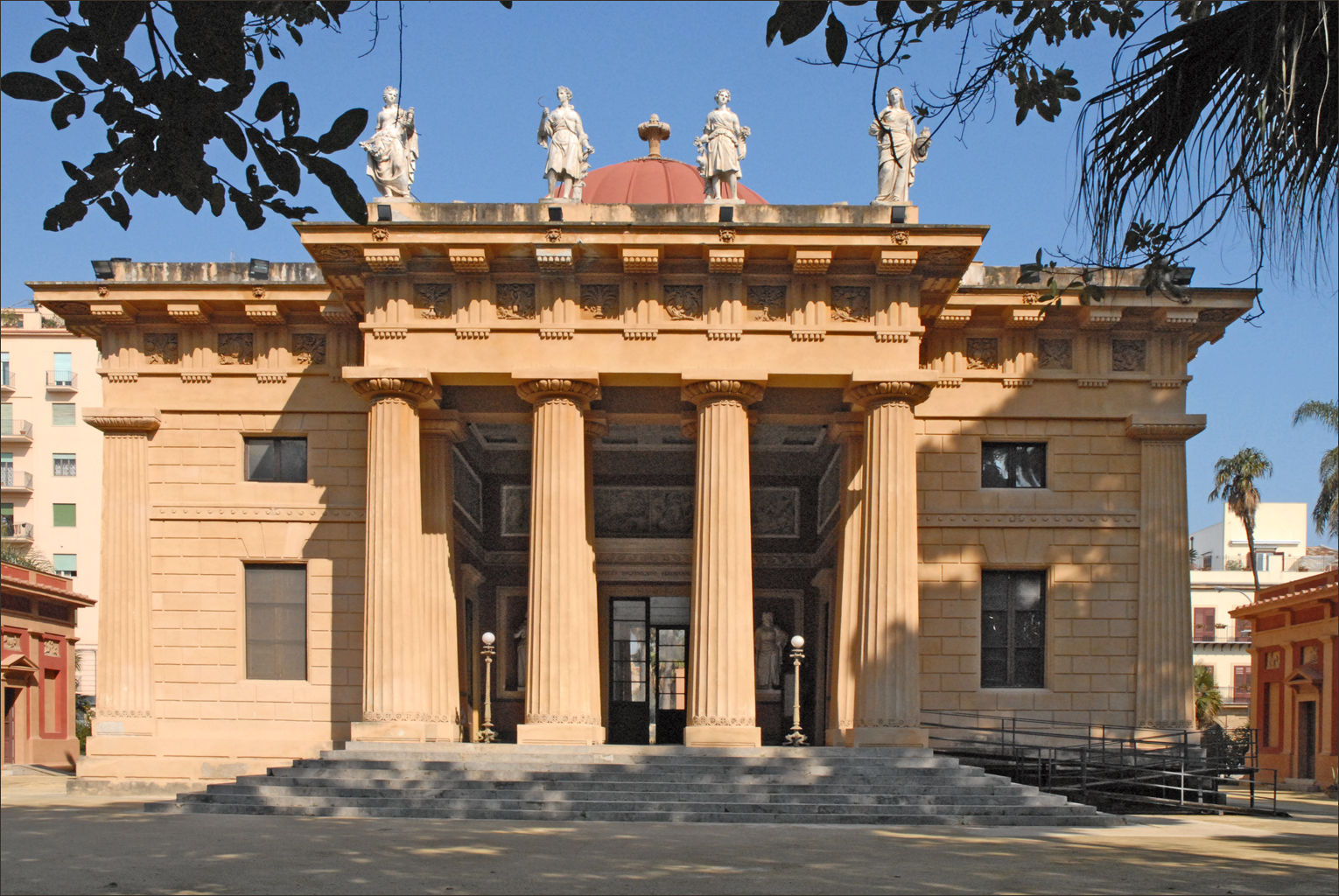
Léon Dufourny, Orto botanico, Palermo

Collegata all'attività di Napoli, ma distinta da essa, è quella siciliana.
In entrambe le aree geografiche, malgrado le scoperte archeologiche e il dibattito che ne conseguì, il Neoclassicismo non riuscì infatti ad affermarsi su larga scala. Nei maggiori centri urbani, grazie ad alte committenze, si assiste a episodi di grande portata innovativa, mentre nei centri minori la realtà resterà legata alle consolidate tipologie isolane.
A Palermo, già nel 1750, era stato completato Palazzo Isnello, la cui facciata principale, opera di architetto ignoto, presenta elementi stilistici che precorrono il Neoclassicismo nella regione.
In ogni caso, si ritiene che il superamento del fastoso Barocco locale coincida con la presenza sull'isola del francese Léon Dufourny, studioso degli antichi templi presenti nell'isola, e che, a partire dal 1789, progettò l'edificio principale del nuovo Orto botanico di Palermo, con un pronao in stile dorico.

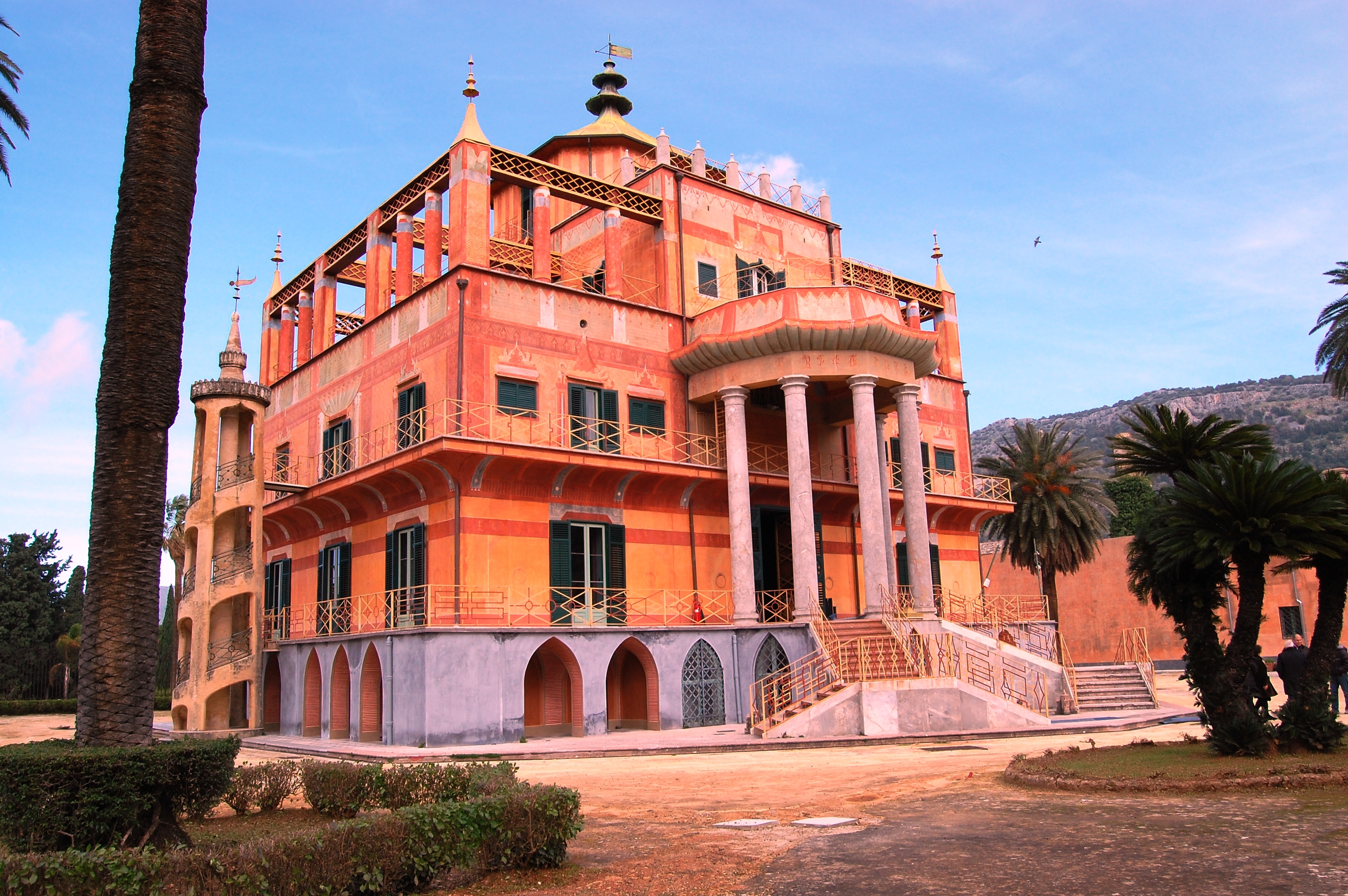
Giuseppe Venanzio Marvuglia, Palazzina Cinese, Palermo

La figura più interessante è comunque quella di Giuseppe Venanzio Marvuglia (1729-1814), allievo del Vanvitelli e amico di Duforny, i cui edifici assumono sovente il valore di manifesti dei più moderni orientamenti. Nelle sue opere si uniscono elementi vanvitelliani con spunti derivati dal classicismo francese, come nel caso dell'oratorio di San Filippo Neri a Palermo (1769).
Decisamente francese è il Tepidarium, un padiglione dell'Orto botanico di Palermo, costruito di fianco a quello di Dufourny.
Non mancano poi riferimenti a temi esotici: nella cosiddetta Palazzina Cinese (1799-1802) convivono elementi classici e altri desunti dall'architettura orientale, che manifestano la vocazione eclettica del Neoclassicismo siciliano. Nel giardino della palazzina, Marvuglia costruì anche una fontana avente la forma di una grande colonna dorica sormontata dalla figura di Ercole. Tra le sue ultime opere si ricorda la severa Villa Belmonte, sul pendio del monte Pellegrino, a Palermo.
Molto più tarda e ascrivibile piuttosto all'eclettismo ottocentesco, è invece la costruzione, su progetto di Giovan Battista Filippo Basile e del figlio Ernesto, del Teatro Massimo di Palermo (1875-1897), faraonico edificio impreziosito da un imponente apparato decorativo e da una copertura in ferro.

### Toscana

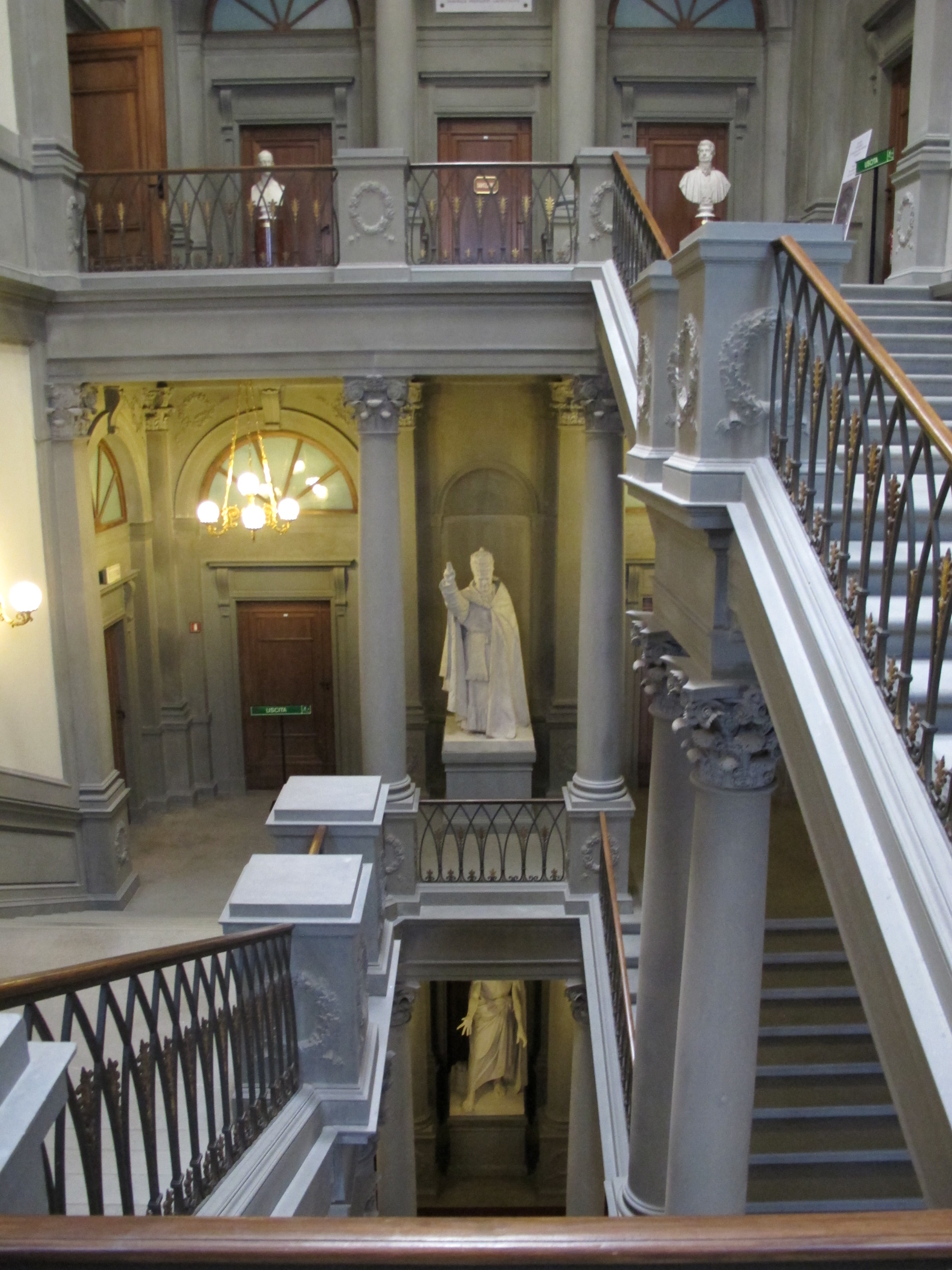
Pasquale Poccianti, scalone monumentale di Palazzo Pitti, Firenze

Nella seconda metà del Settecento Pietro Leopoldo divenne granduca di Toscana; governante illuminato, concentrò le sue attenzioni sulla riforma dello Stato, dimostrando un costante atteggiamento di prudenza nei confronti dei costi delle imprese architettoniche. Nel 1784 fondò l'Accademia di belle arti di Firenze, affidandone la direzione a Gaspare Paoletti, che, sia pure come continuatore della tradizione rinascimentale, può essere considerato l'iniziatore del gusto neoclassico in Toscana.
Paoletti, che vantava un'eccellente preparazione sia sul piano architettonico che su quello tecnico, trasmise ai suoi allievi questa duplice attitudine, proprio negli anni in cui a Parigi si verificava la scissione tra l'Académie des beaux-arts e l'École polytechnique.
A differenza di altre regioni, dove negli anni del rinnovamento giunsero spesso architetti da fuori, l'Accademia di Firenze formò direttamente i protagonisti di una stagione particolarmente densa e interessante per il Granducato di Toscana: Giuseppe Cacialli (1770-1828), Pasquale Poccianti (1774-1858), Luigi de Cambray Digny (1779-1843), Cosimo Rossi Melocchi (1758-1820), Giuseppe Valentini (1752-1833), Alessandro Manetti (1787-1865) e Carlo Reishammer (1806-1883).
Negli anni del dominio francese, Giuseppe Cacialli riscontrò un notevole successo: lavorò alla Villa di Poggio Imperiale, a Palazzo Pitti, nel quartiere napoleonico di Palazzo Medici Riccardi.
Spesso si trovò a collaborare con Poccianti, sebbene i rispettivi apporti siano sempre distinguibili. Così, mentre al Poccianti si deve la parte centrale della facciata della Villa di Poggio Imperiale, a Cacialli va il merito del resto dell'opera.
Relativamente al cantiere di Palazzo Pitti, al Cacialli si deve la Sala dell'Iliade, di Ercole, il bagno di Maria Teresa; a Poccianti il completamento della Palazzina della Meridiana (avviata dal Paoletti), la sistemazione dei rondò di testata ai lati della facciata e lo scalone monumentale.

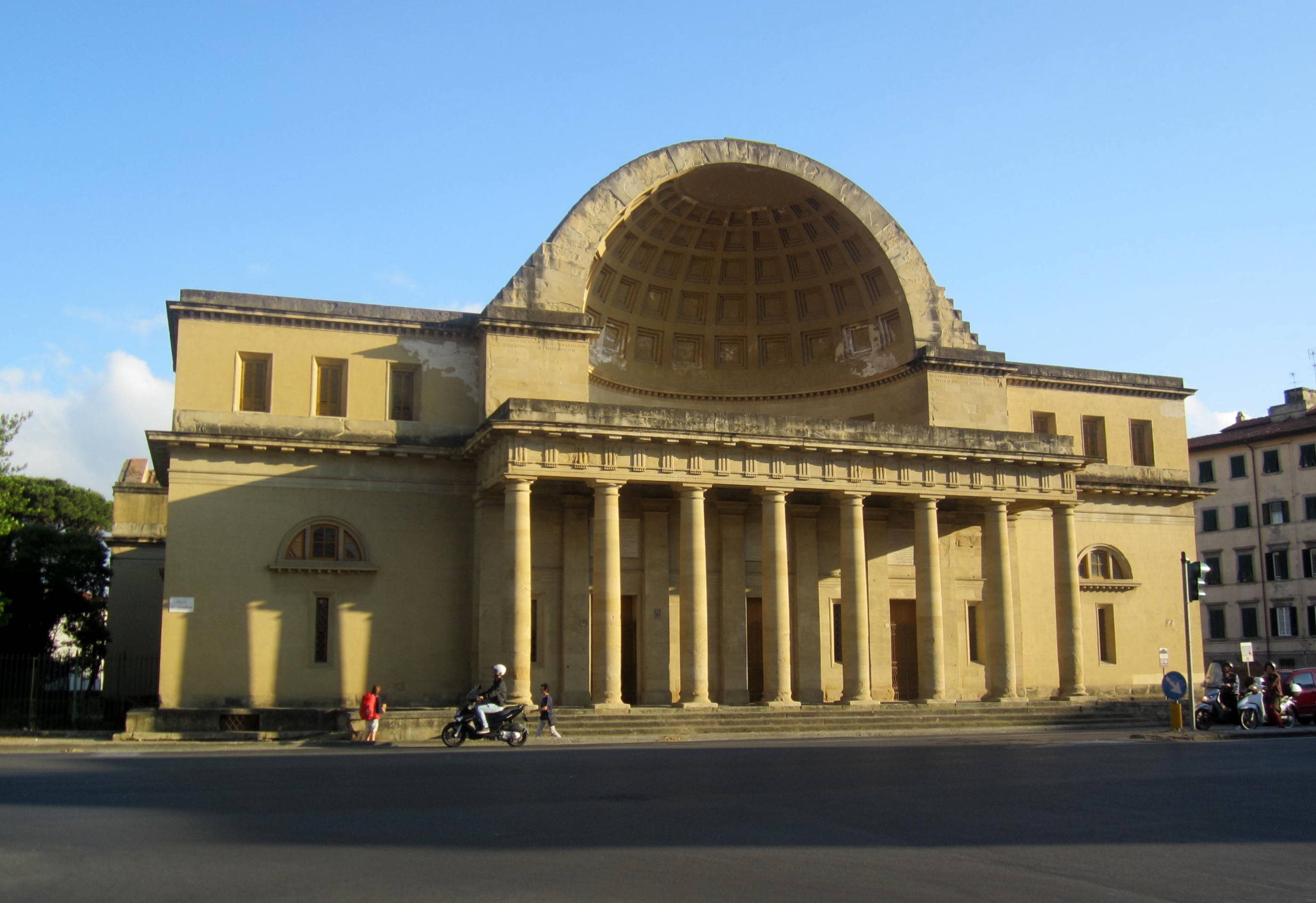
Pasquale Poccianti, Cisternone, Livorno

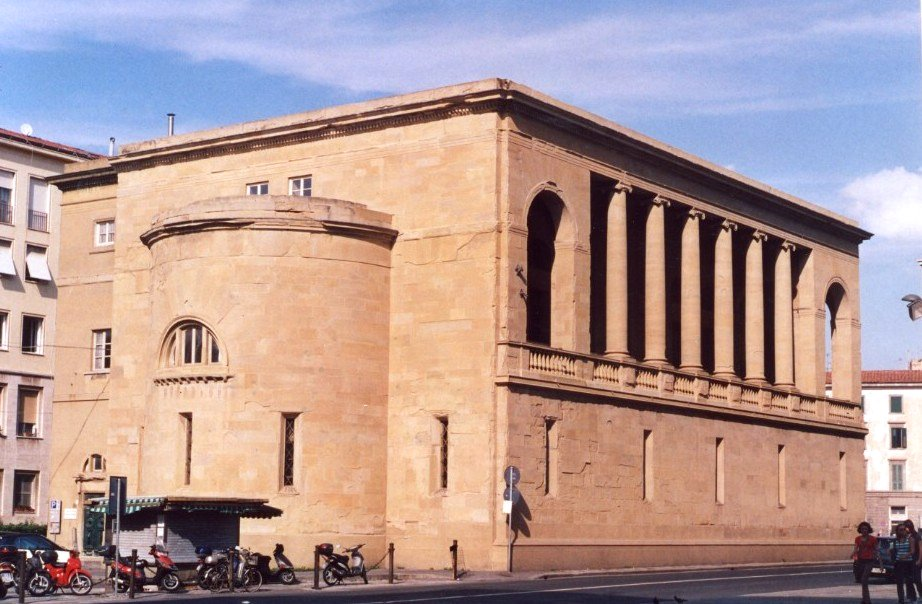
Pasquale Poccianti, Cisternino di città, Livorno

Con la Restaurazione Pasquale Poccianti si affermò come il principale architetto del Granducato di Toscana. 
La sua addizione alla Biblioteca Medicea Laurenziana (1816-1841), rappresenta uno degli esempi più rilevanti del Neoclassico a Firenze, sebbene abbia nuociuto alla veduta d'insieme della fabbrica michelangiolesca.
In ogni caso, la sua fama è legata essenzialmente al completamento dell'Acquedotto Lorenese di Livorno, che era stato avviato nel 1793 da Giuseppe Salvetti. Qui realizzò opere straordinariamente vicine a quelle dell'architettura di Claude-Nicolas Ledoux, come il Cisternone (1829-1842), il serbatoio posto al termine del percorso delle condotte e caratterizzato da una "rivoluzionaria" semicupola decorata a cassettoni. Per l'acquedotto progettò inoltre altre due cisterne, ovvero il serbatoio di Pian di Rota e il cosiddetto Cisternino di città. Nel complesso si tratta di edifici dalle volumetrie chiare e contrastanti, dove alle influenze francesi si somma l'evidente conoscenza delle architetture termali romane e della tradizione toscana del XIV secolo (quest'ultima riscontrabile nelle strette finestre a feritoia aperte lungo i massicci corpi di fabbrica dei serbatoi).
La Toscana del primo Ottocento presenta un panorama architettonico assai vivace, forse a causa degli intensi scambi culturali con l'estero e la Francia in particolare, con molte figure di rilievo: Luigi De Cambray Digny, autore della chiesa dei Santi Pietro e Paolo a Livorno, in cui i modelli classici furono filtrati attraverso l'architettura rinascimentale, in quello che la critica ha identificato come "Classicismo Romantico", della Loggia Reale a Firenze e della chiesa dell'Assunta a Montecatini Terme; Cosimo Rossi Melocchi, studioso dell'architettura romana, che a Pistoia restaurò il teatro dell'Accademia dei Risvegliati ed edificò un Pantheon degli uomini illustri; Giuseppe Valentini, autore della canonica di Santa Maria delle Carceri a Prato; Alessandro Manetti che realizzò la cinta daziaria di Livorno, alcuni ponti sospesi e altre opere d'ingegneria; Carlo Reishammer, autore di sorprendenti progetti che ebbero per protagonista la ghisa, come la chiesa di San Leopoldo a Follonica e la Porta San Marco a Livorno, in cui sembra richiamare, anch'esso, alcuni stilemi dell'architettura di Ledoux.
Di formazione romana era invece il senese Agostino Fantastici (1782-1845), che probabilmente aveva frequentato l'Accademia di San Luca e aveva studiato sotto Raffaele Stern. Rientrato nella propria terra d'origine, fu autore di numerosi interventi di architettura civile e religiosa. Fu profondamente influenzato dal Piranesi, dal quale trarrà un campionario decorativo riscontrabile in molte sue opere, sia nel campo dell'architettura che nel disegno di mobili.
Nel Ducato di Lucca lavorò Lorenzo Nottolini (1787-1851), che, negli stessi anni in cui Poccianti portava a termine l'acquedotto di Livorno, fu impegnato nell'imponente sistema di approvvigionamento lucchese, realizzando un condotto sopraelevato, perfettamente rettilineo, lungo tre chilometri e sostenuto da oltre 400 arcate.

### Trieste

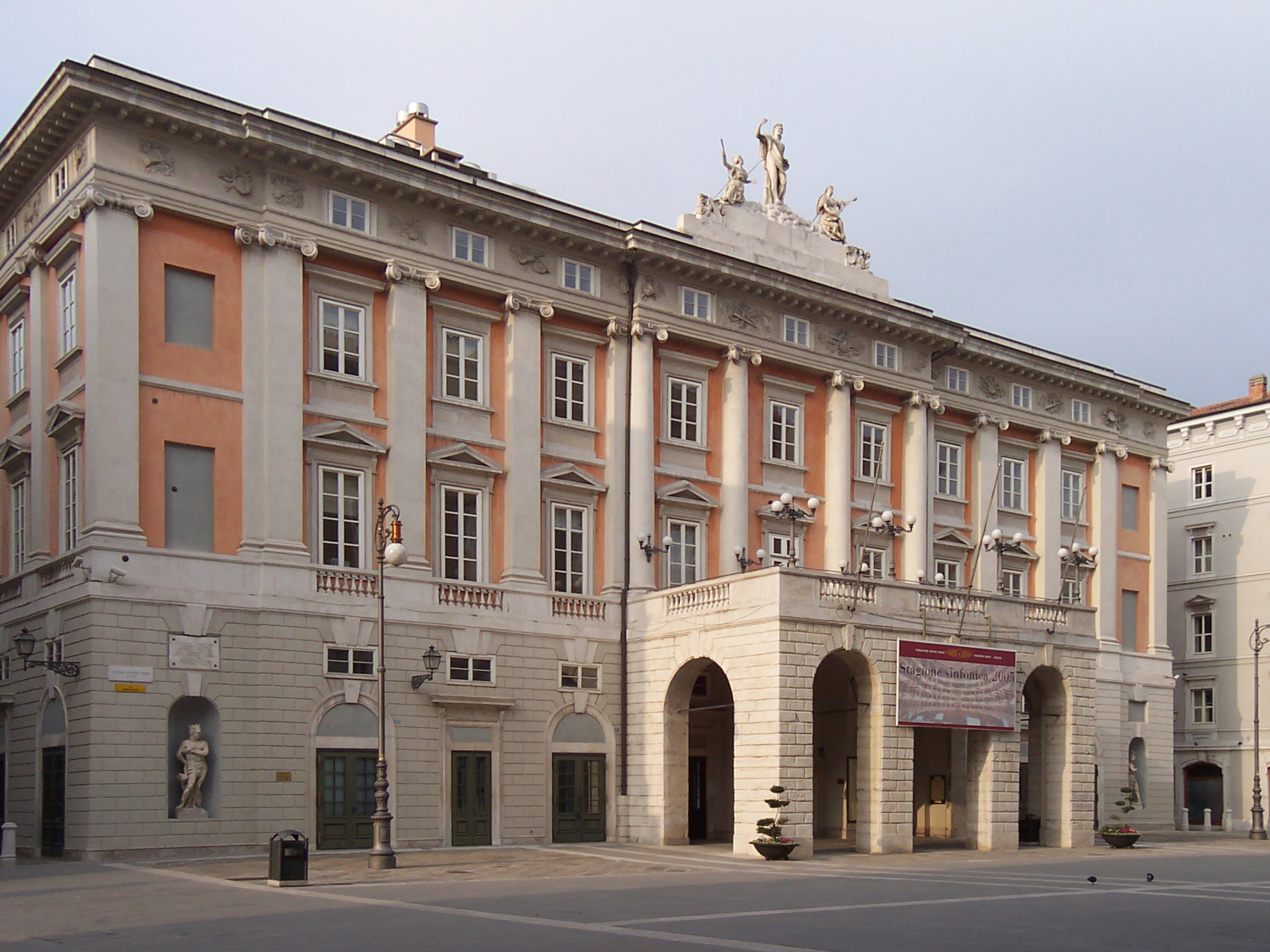
Matteo Pertsch, Teatro Verdi, Trieste

La città di Trieste fu interessata da episodi affatto secondari nella storia del Neoclassicismo italiano. Porto franco dell'Impero austriaco, nel 1729 contava quattromila abitanti; all'inizio dell'Ottocento erano circa trentamila. La città settecentesca fu tracciata da Francesco Saverio Bonomo, che disegnò un sistema viario a scacchiera sul sito delle abbandonate saline. La nuova città coincise con lo sviluppo di un gusto neoclassico rispondente alle esigenze della borghesia cittadina.
La Villa Necker, la Villa Murat e il Palazzo Pitteri (1780) sono le opere che anticipano il Neoclassicismo triestino. In ogni caso, la prima fabbrica aderente a un vero e proprio codice neoclassico fu il Teatro Verdi, costruito a partire dal 1798 da Giannantonio Selva e completato nella sua maggior parte, da Matteo Pertsch (1769-1834). La somiglianza del teatro alla Teatro alla Scala di Milano testimonia la formazione dell'architetto, che era stato allievo dell'Accademia di Brera e di Giuseppe Piermarini.
Sempre di Pertsch è il Palazzo Carciotti (1806), schermato da un portico esastilo leggermente aggettante che sorregge una balaustra monumentale dietro la quale si apre una cupola emisferica. L'opera, un misto di classicismo nordico e reminiscenze palladiane, influenzò l'architettura civile triestina per molto tempo.
Fra le sue altre realizzazioni si distingue la Rotonda Panzera, del 1818, la quale era originariamente destinata a ospitare una loggia massonica. La conformazione irregolare del lotto determinò la formazione di un prospetto curvilineo, con un basamento sul quale si eleva un ordine gigante di colonne ioniche.
Nel concorso per la Borsa Mercantile, al progetto del Pertsch fu tuttavia preferito quello di Antonio Mollari, che disegnò un pregevole edificio schermato da un pronao tetrastilo.

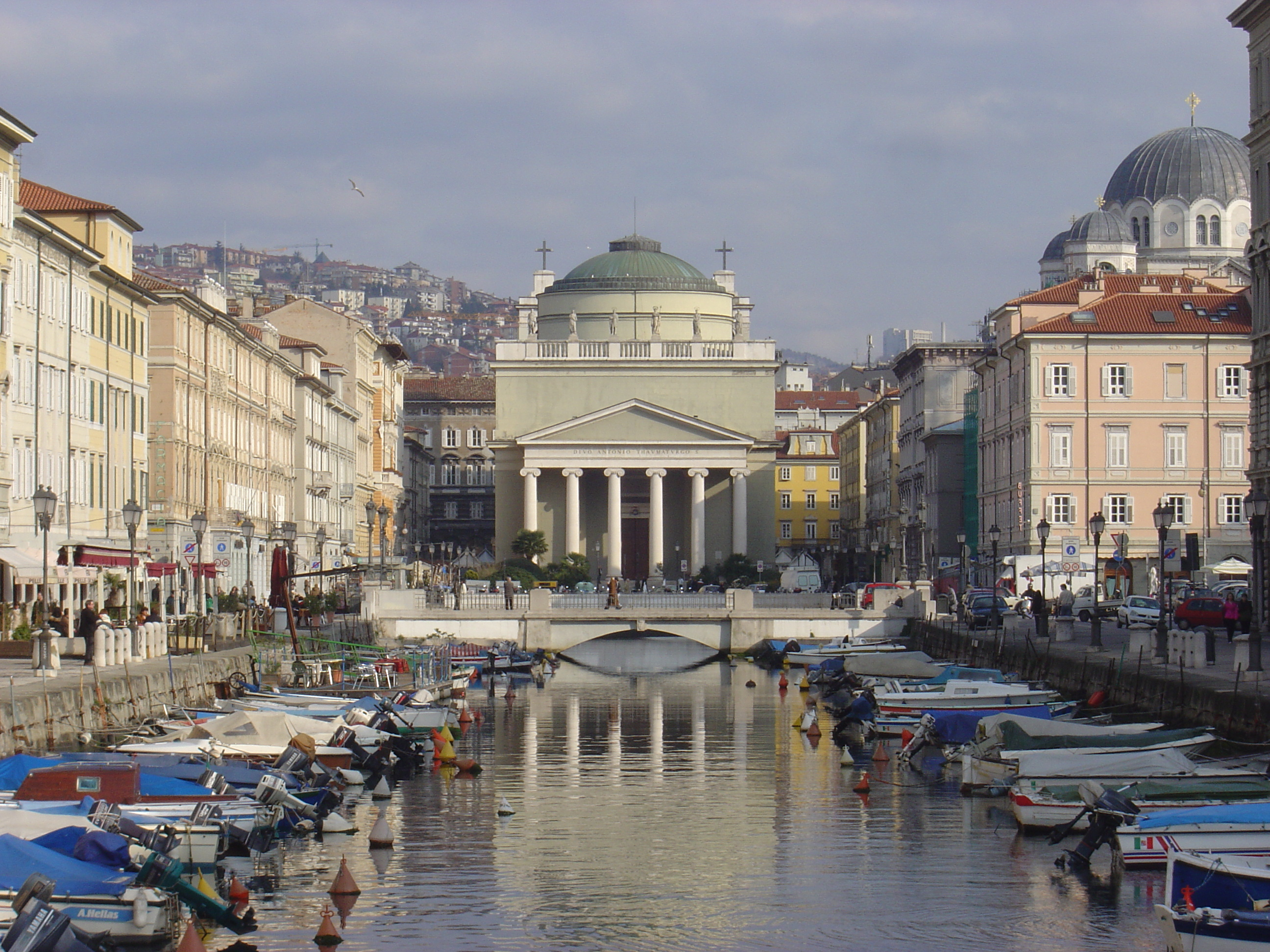
Pietro Nobile, chiesa di Sant'Antonio, Trieste

L'architettura più emblematica del Neoclassicismo triestino è comunque la chiesa di Sant'Antonio, progettata nel 1808 da Pietro Nobile (1776-1854) e innalzata solo a partire dagli anni venti dello stesso secolo. La conformazione del lotto, lungo e stretto, indusse l'architetto ticinese a variare il tema del Pantheon, disegnando un corpo di fabbrica a pianta rettangolare con una cupola al centro. La particolarità più evidente della chiesa è la sua posizione scenografica, alla fine del Canal Grande, sul quale si staglia un prospetto molto semplice: un pronao esastilo sormontato da un frontone e da una balaustra ornata con statue, con la grande cupola sullo sfondo. L'interno è una successione di tre aule, in una composizione armoniosa e di luce, uniforme, ma non monotona.
Se la chiesa di Sant'Antonio è stata definita come l'opera più interessante del suo tempo dal punto di vista spaziale, la Casa Costanzi, realizzata da Nobile intorno al 1840, si presenta in uno stile chiaro e senza ornamenti, ormai fuori moda nel resto d'Europa.

### Lombardia

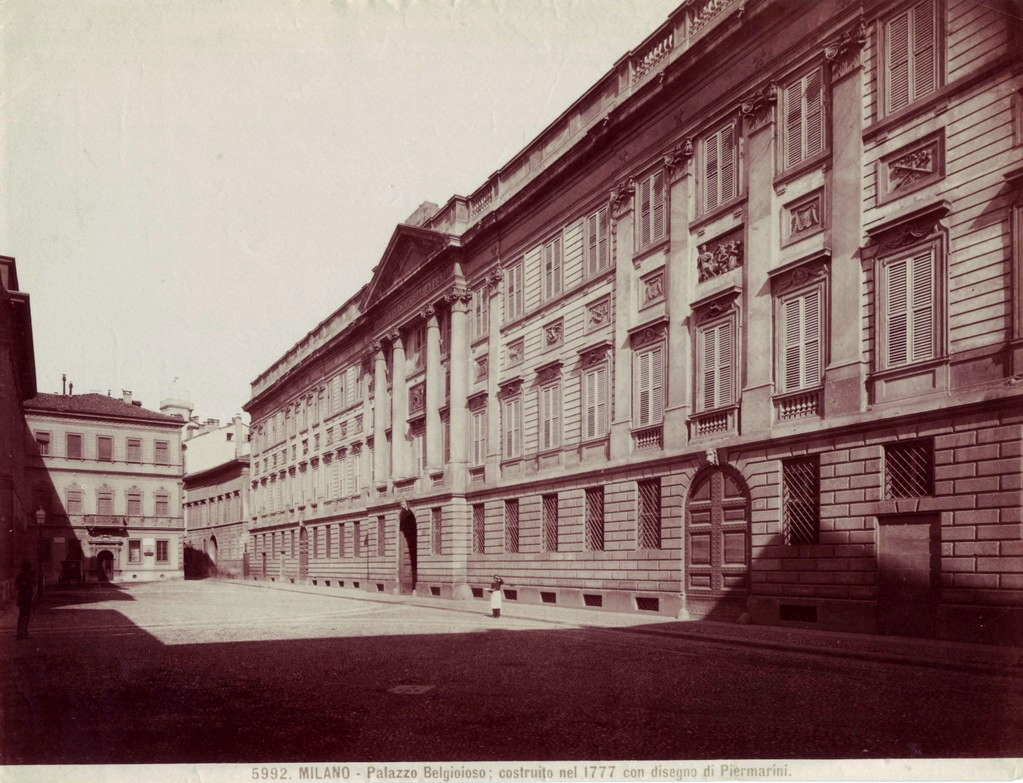
Giuseppe Piermarini, Palazzo Belgioioso, Milano

Negli ultimi decenni del Settecento, la Lombardia era ancora soggetta all'Impero austriaco. Il clima riformistico avviato da Maria Teresa gettò le premesse a un forte impulso in campo architettonico; furono richiamati numerosi artisti, si formarono scuole e studi professionali.
A Milano la scena è inizialmente dominata da Giuseppe Piermarini (1734-1808), il cui linguaggio, comunque, non può ancora essere considerato compiutamente neoclassico. Formatosi a Roma, fu allievo di Vanvitelli, di cui era stato aiuto nel cantiere della Reggia di Caserta; tra i suoi lavori più significativi si ricordano il Palazzo Belgioioso (1772-1781), destinato a diventare paradigma per i palazzi milanesi, la Villa Reale di Monza (dal 1776), in cui si rifiuta la ricerca di fluenze spaziali e compenetrazioni dei diversi volumi, e il Teatro alla Scala (1776-1778), che diverrà il modello per i teatri neoclassici europei.
In generale il lessico di Piermarini ha un sapore internazionale, che lo avvicina a Ange-Jacques Gabriel, alla scuola austriaca, ma soprattutto al Vanvitelli; affinità che si scorgono ad esempio nella facciata di Palazzo Belgioioso, il cui timpano centrale e l'uso di bugnato rimandano alla Reggia di Caserta.

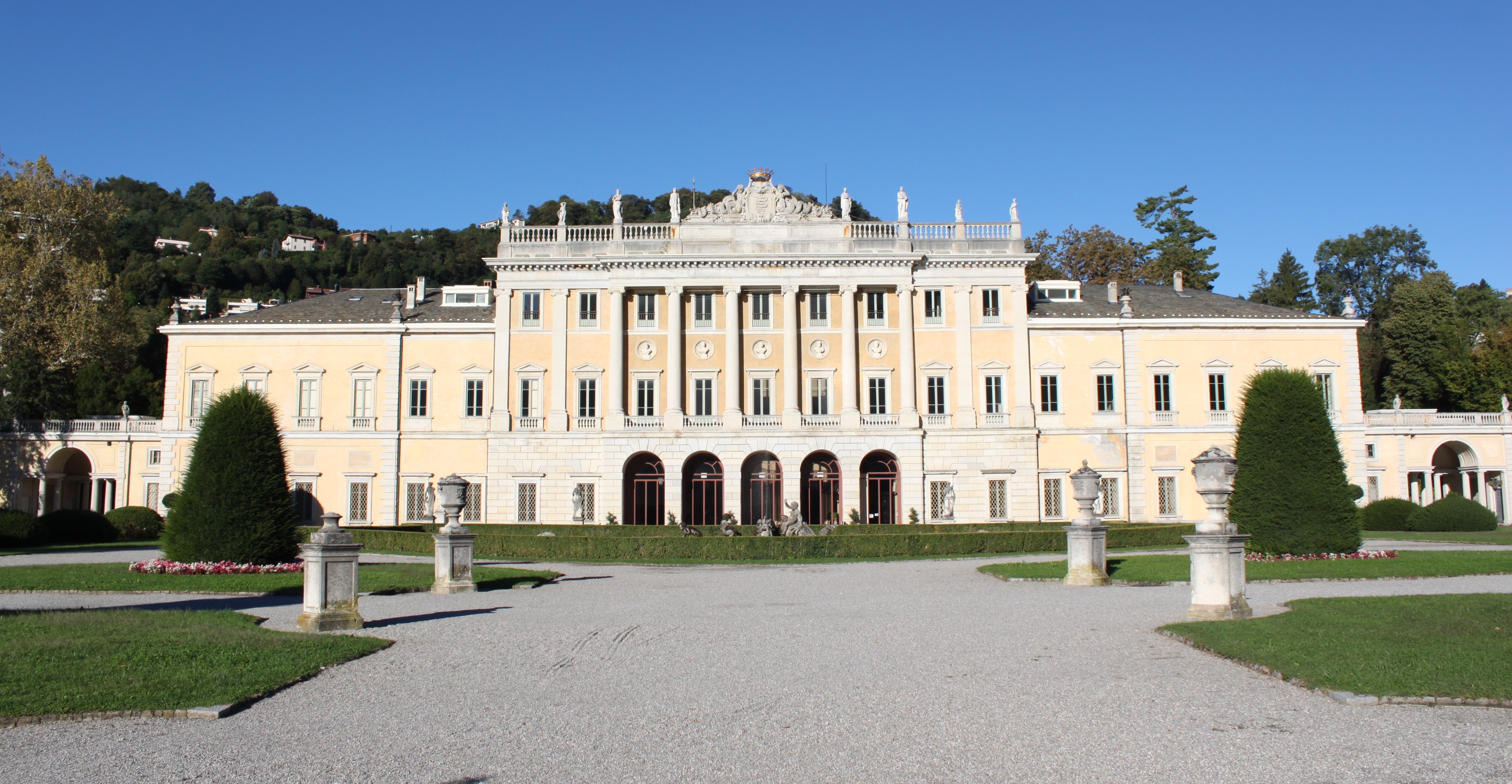
Simone Cantoni, Villa Olmo, Como

Contemporaneo del Piermarini fu Simone Cantoni (1739-1818), che aveva lavorato anch'egli per Vanvitelli e si era formato all'Accademia di Parma, sotto Ennemond Alexandre Petitot, e a Genova con Emanuele Andrea Tagliafichi.
Rispetto a Piermarini, Cantoni fu artefice di un'architettura più austera, in grado di suscitare maggiore valori emotivi. A Milano si dedicò alla progettazione del Palazzo Serbelloni, che presenta un corpo centrale con colonne che sorreggono un frontone; a Como costruì la Villa Olmo, con una facciata dotata di nobile eloquenza.
Nel contempo, a Mantova, la fondazione della locale Accademia, nel 1752, sancì una certa autonomia culturale da Milano.
Figura di riferimento dell'Accademia fu l'architetto veronese Paolo Pozzo, il cui neocinquecentismo traeva origine da una profonda riflessione sull'opera di Giulio Romano. Sotto gli insegnamenti di Pozzo si formarono Leandro Marconi, attivo nel cesenate con opere significative nell'ambito della decorazione parietale, e Antonio Colonna, autore del Palazzo d'Arco a Mantova.

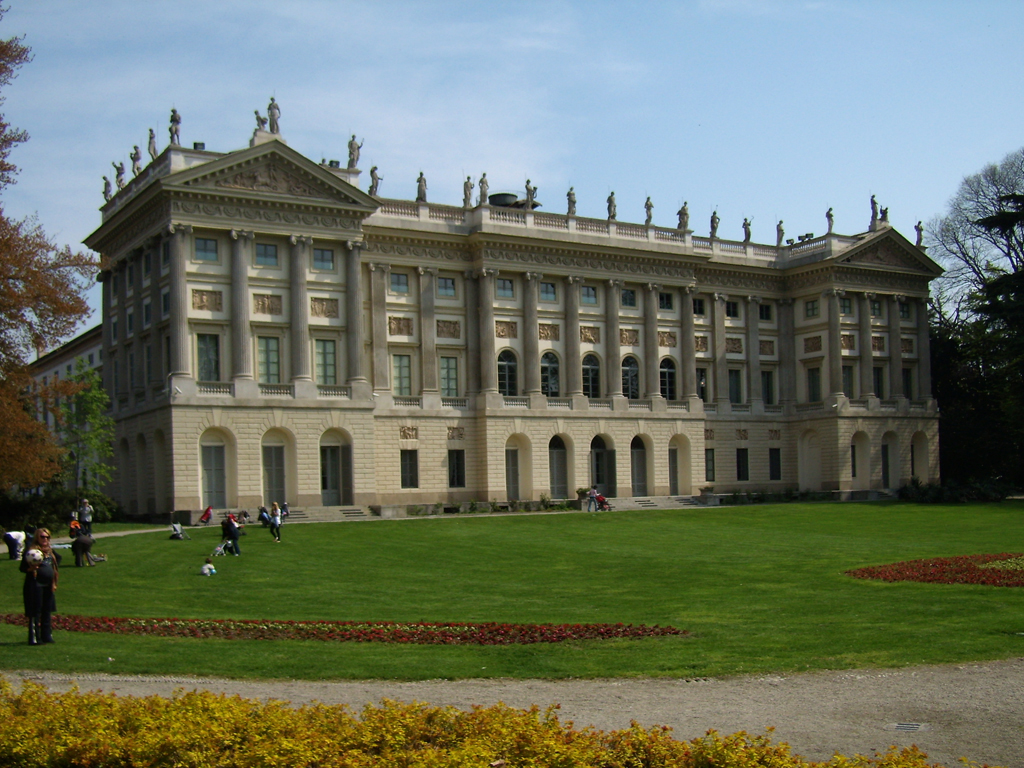
Leopoldo Pollack, Villa Belgioioso, Milano

A Leopoldo Pollack (1751-1806) e Luigi Canonica (1764-1844), allievi del Piermarini, va il merito di aver affermato le nuove tendenze architettoniche, conferendo loro un tono più unitario e coerente.
Pollack, di origine e formazione viennese, lavorò soprattutto per la nobiltà milanese. La sua fama è legata alla Villa Reale di Milano (1790-1796), che pur rifacendosi a modelli francesi e palladiani, presenta il carattere compatto della facciata di Palazzo Belgioioso.
Tra le altre opere di Pollack si segnalano la Villa Casati a Muggiò e la Rotonda di via Borgovico, a Como, nelle quali l'elemento dominante è il salone centrale ovale. Tuttavia, come quelle del Piermarini e del Canonica, le piante di Pollock non risultano particolarmente interessanti.
Durante l'occupazione francese, Piermarini tornò nella nativa Foligno e il ticinese Canonica fu nominato "Architetto di Stato" e posto a capo della Commissione di ornato. Alla Commissione, istituita nel 1807, si deve la stesura del piano regolatore di Milano, uno strumento finalizzato a disciplinare l'edilizia privata e a espropriare i terreni per realizzare i nuovi assi viari. In questo contesto, Canonica ebbe modo di seguire diversi interventi urbanistici e di costruire molti edifici pubblici: in particolare, suo è l'ampliamento del Collegio Elvetico per Senato. Esperto di architettura dei teatri, seguì l'ampliamento della Scala e ne realizzò altri in diverse città dell'Italia settentrionale. Suo è il progetto per l'Arena, frutto di un disegno più vasto, promosso anche da Giovanni Antonio Antolini, per la sistemazione delle aree attorno al Castello Sforzesco.

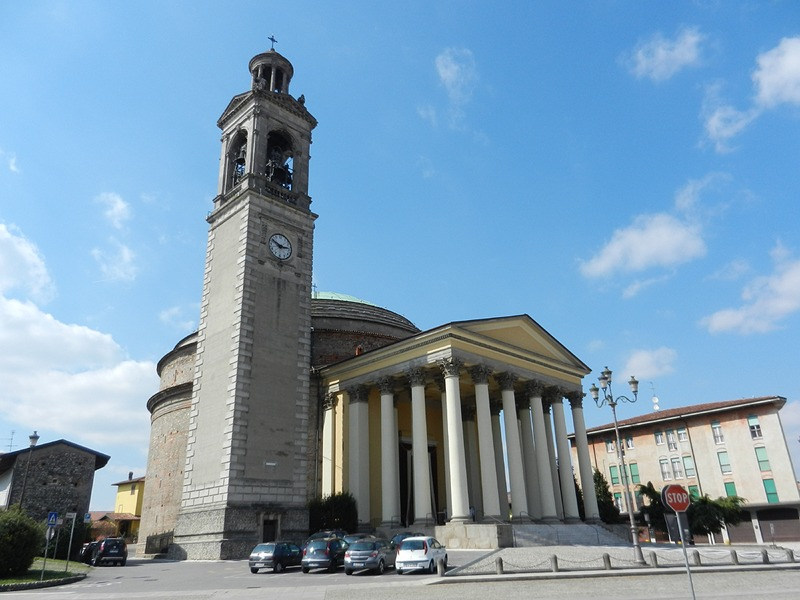
Luigi Cagnola, chiesa di San Lorenzo Martire, Ghisalba

A questi fece seguito Luigi Cagnola (1762-1833), la cui opera rappresenta lo sviluppo estremo dell'architettura di Piermarini. Cagnola fu un acceso razionalista, che si ispirò alla tradizione architettonica italiana.
Costruì la Porta Ticinese (1801-1813) e l'Arco della Pace a Milano, la massiccia e vistosa Rotonda di Inverigo (1814-1830), in stile neogreco e che può essere considerata il suo capolavoro, e la chiesa di San Lorenzo a Ghisalba (1822), un edificio pregevole ispirato al tema del Pantheon.
L'edificio che chiude il Neoclassicismo milanese è la chiesa di San Carlo al Corso, di Carlo Amati, un'opera, ultimata nel 1847, in cui si innestano accenti palladiani e bramanteschi, ritenuta tuttavia troppo imponente nelle sue dimensioni.

### Piemonte

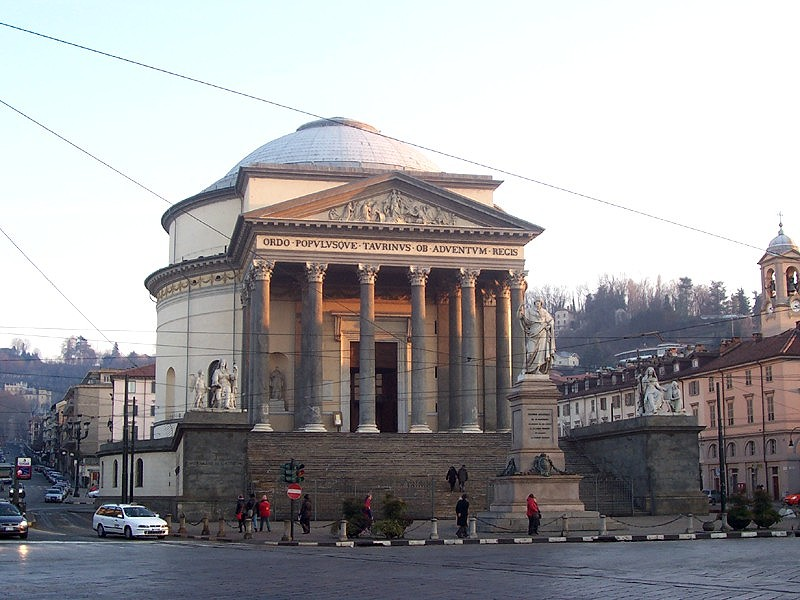
Ferdinando Bonsignore, chiesa della Gran Madre di Dio, a Torino

In Piemonte, la fase di transizione al Neoclassicismo vide attive personalità spesso in rapporto stretto con le società di studiosi subalpini impegnati nel confronto con la nuova circolazione di cultura, in direzione romana e parigina; ricordiamo Giuseppe Battista Piacenza, Carlo Randoni, e alcune precoci realizzazioni di Filippo Castelli.
In ogni caso, qui il Neoclassico ebbe una forte valenza urbanistica, piuttosto che architettonica.
La città di Torino, tra il 1810 e il 1816, passò da 66.000 a 88.000 abitanti; le antiche fortificazioni furono demolite, con la realizzazione di nuovi assi stradali e quartieri.
Fulcro dei nuovi ampliamenti fu la chiesa della Gran Madre di Dio (1814-1831), un edificio a pianta circolare, preceduto da pronao su modello del Pantheon di Roma, che fu innalzato da Ferdinando Bonsignore (1767-1843) a margine della coeva piazza Vittorio Veneto.

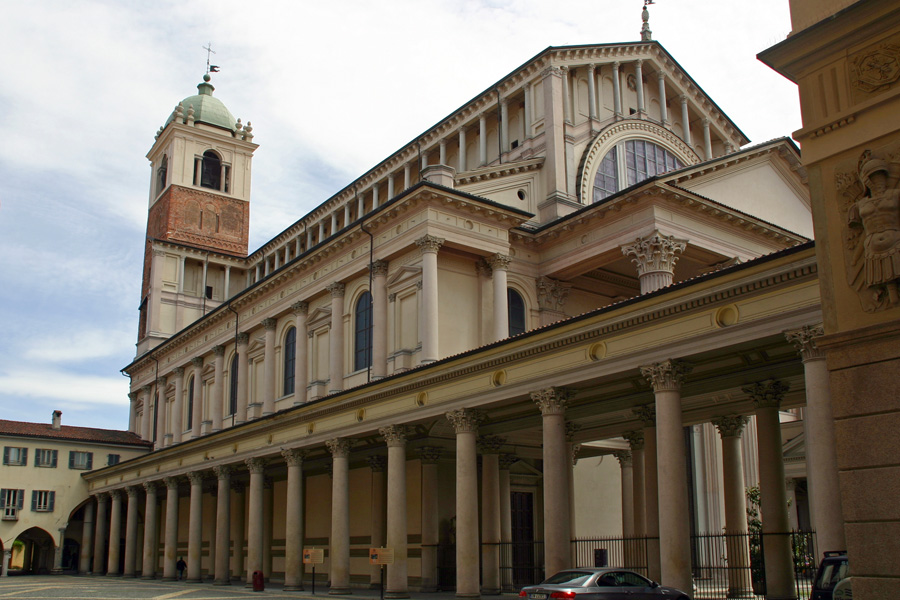
Alessandro Antonelli, Duomo di Novara

L'insegnamento di Bonsignore, all'università e all'accademia torinesi creò più generazioni di abili architetti, i quali diffusero per tutto il Piemonte e anche nel genovesato e nel nizzardo i risultati di una scuola di grande validità e spessore culturale. Si ricordano, tra gli altri, il colto Giuseppe Maria Talucchi, braccio destro di Bonsignore all'università e autore dell'imponente chiesa di Santa Maria del Borgo a Vigone (1835 sgg.), Benedetto Brunati, Luigi Canina, Ernesto Melano, quest'ultimo attivo anche nei cantieri carloalbertini di corte, lo svizzero Giuseppe Leoni, Giuseppe Formento, l'eporediese Giovanni Pessatti, Michelangelo Bossi, ecc.
Nei cantieri di corte, a partire dagli anni di Carlo Alberto di Savoia-Carignano, a Palazzo Reale di Torino, nella tenuta di Pollenzo, al castello di Racconigi, operò come direttore artistico Pelagio Palagi, coadiuvato per le architetture, anche con realizzazioni autonome, da Carlo Sada.
Nella seconda metà dell'Ottocento è infine da segnalare Alessandro Antonelli, allievo di Bonsignore e Talucchi, autore del Duomo di Novara, che rivestì di elementi classici gli enormi edifici della Mole Antonelliana di Torino e della cupola di San Gaudenzio nella stessa Novara, forzando le proporzioni canoniche verso una nuova idea di architettura, fortemente segnata da sperimentazioni strutturali.

### Genova

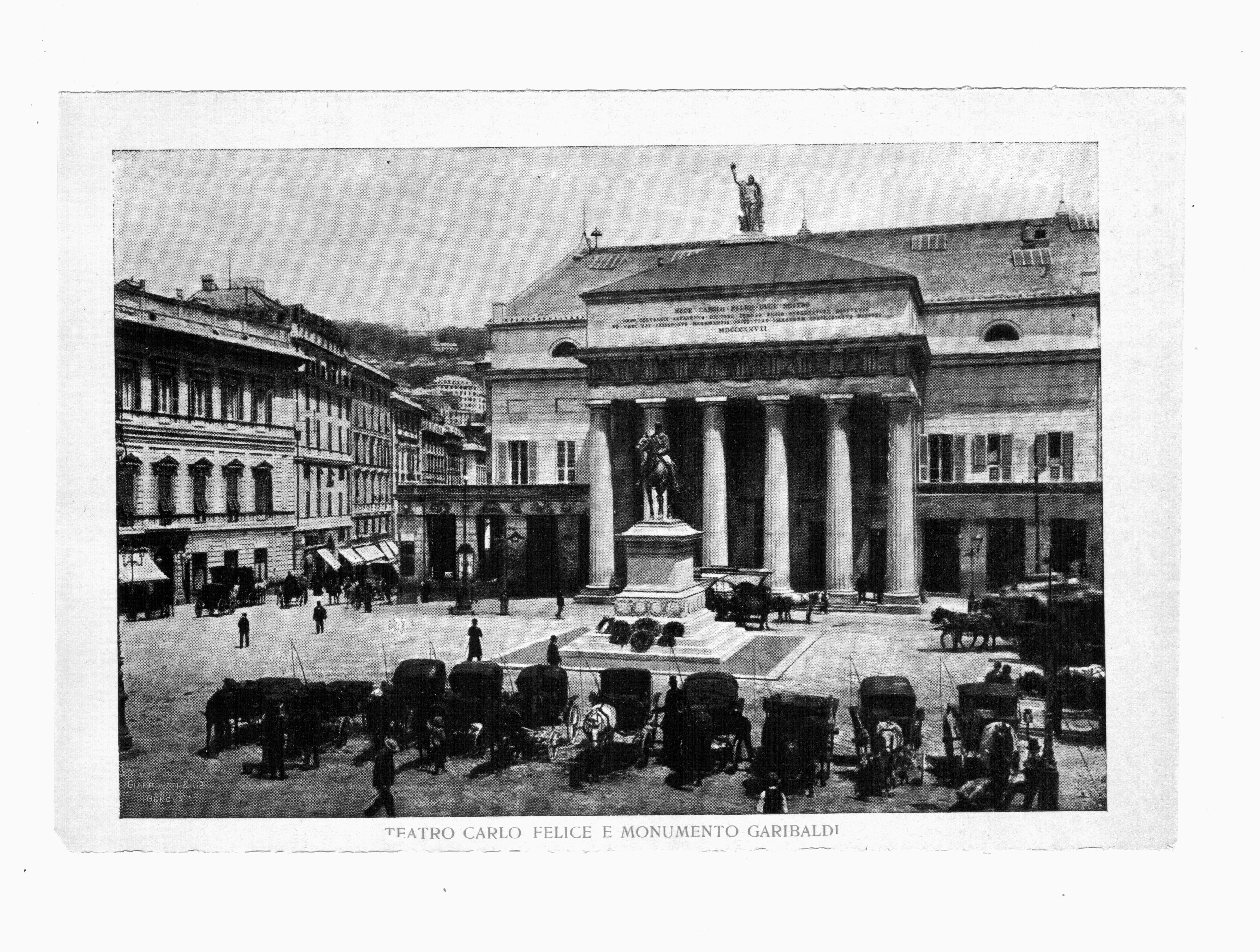
Carlo Barabino, Teatro Carlo Felice, Genova

A Genova, il precursore del Neoclassicismo fu Emanuele Andrea Tagliafichi (1729-1811); formatosi a Roma, fu il primo urbanista della città ligure, insegnò nella locale Accademia Ligustica e, dal 1806, fu membro dell'Istitut de France. Tra Le sue opere, nelle quali si avvertono forti rimandi a Palladio, si distinguono i lavori a Palazzo Durazzo-Pallavicini (1780 circa).
Nel 1777 prese parte al concorso per la ricostruzione del Palazzo Ducale, che tuttavia vide prevalere il progetto del ticinese Simone Cantoni.
Allievo del Tagliafichi fu Carlo Barabino (1768-1835), il più importante architetto genovese del XIX secolo. Esordì con la costruzione di un lavatoio pubblico in via dei Servi: una struttura caratterizzata da cinque arcate sormontate da timpano, fortemente espressiva.
L'opera del Barabino si afferma negli anni della Restaurazione, quando la Liguria entrò a far parte del Regno di Sardegna.
Negli anni venti realizzò il primo giardino pubblico della città e si occupò del riassetto del centro con l'apertura di via Carlo Felice e della piazza di San Domenico, con il teatro (capolavoro del Neoclassicismo italiano, gravemente danneggiato durante la seconda guerra mondiale) e la sede dell'Accademia.
Forte è la valenza urbanistica delle sue opere. In particolare, l'incontro a squadro tra il Palazzo dell'Accademia e il Teatro Carlo Felice determina la creazione di uno slargo in pianta che, in alzato, non ha nulla di statico e monotono. Il prospetto del teatro, sulla via Carlo Felice, vede prevalere i pieni sui vuoti, mentre il lato sulla piazza San Domenico si segnala per l'alto pronao esastilo sormontato da un massiccio attico che prosegue lungo il perimetro della fabbrica, fondendosi quindi con il Palazzo dell'Accademia.
Tra le altre creazioni del Barabino si ricorda anche il Cimitero monumentale di Staglieno, completato dall'allievo Giovanni Battista Resasco, dove si inseriscono molti elementi della tradizione classica, come una copia del Pantheon, posta in posizione sopraelevata rispetto alla base del cimitero.

## Altre immagini

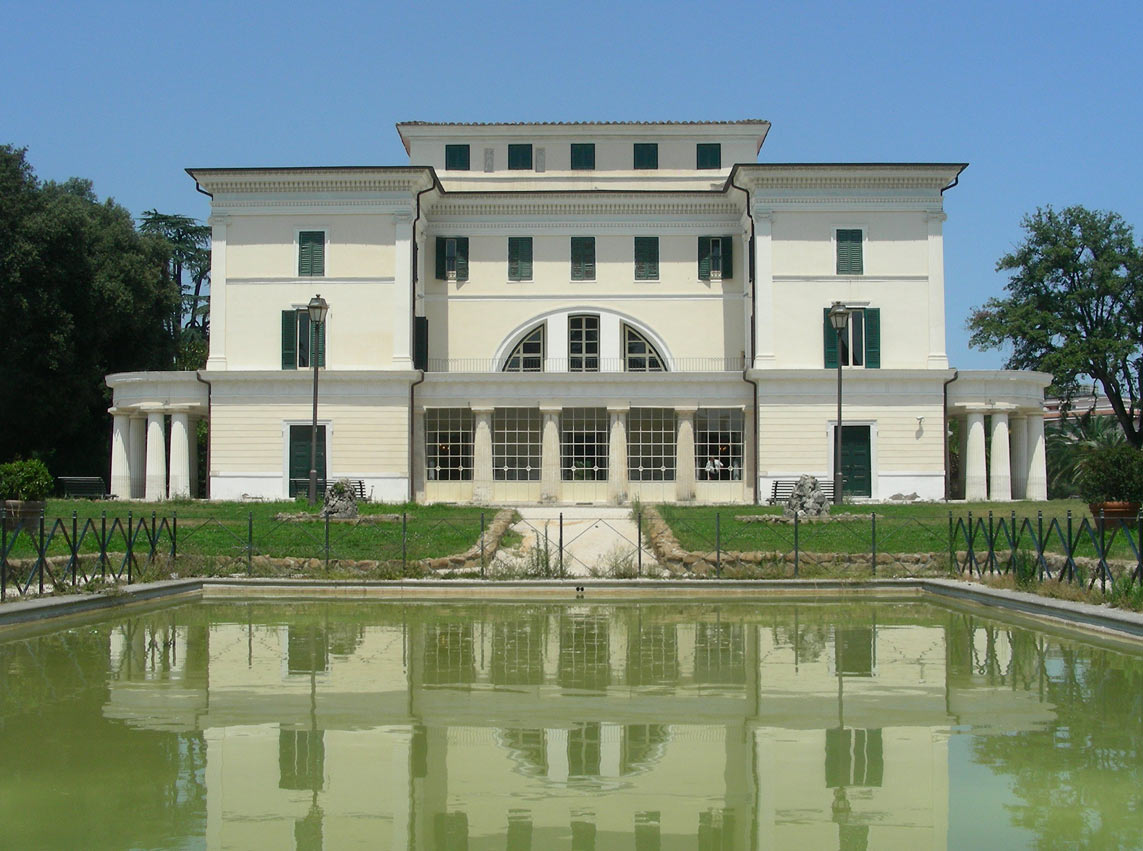
Giuseppe Valadier, Villa Torlonia, Roma
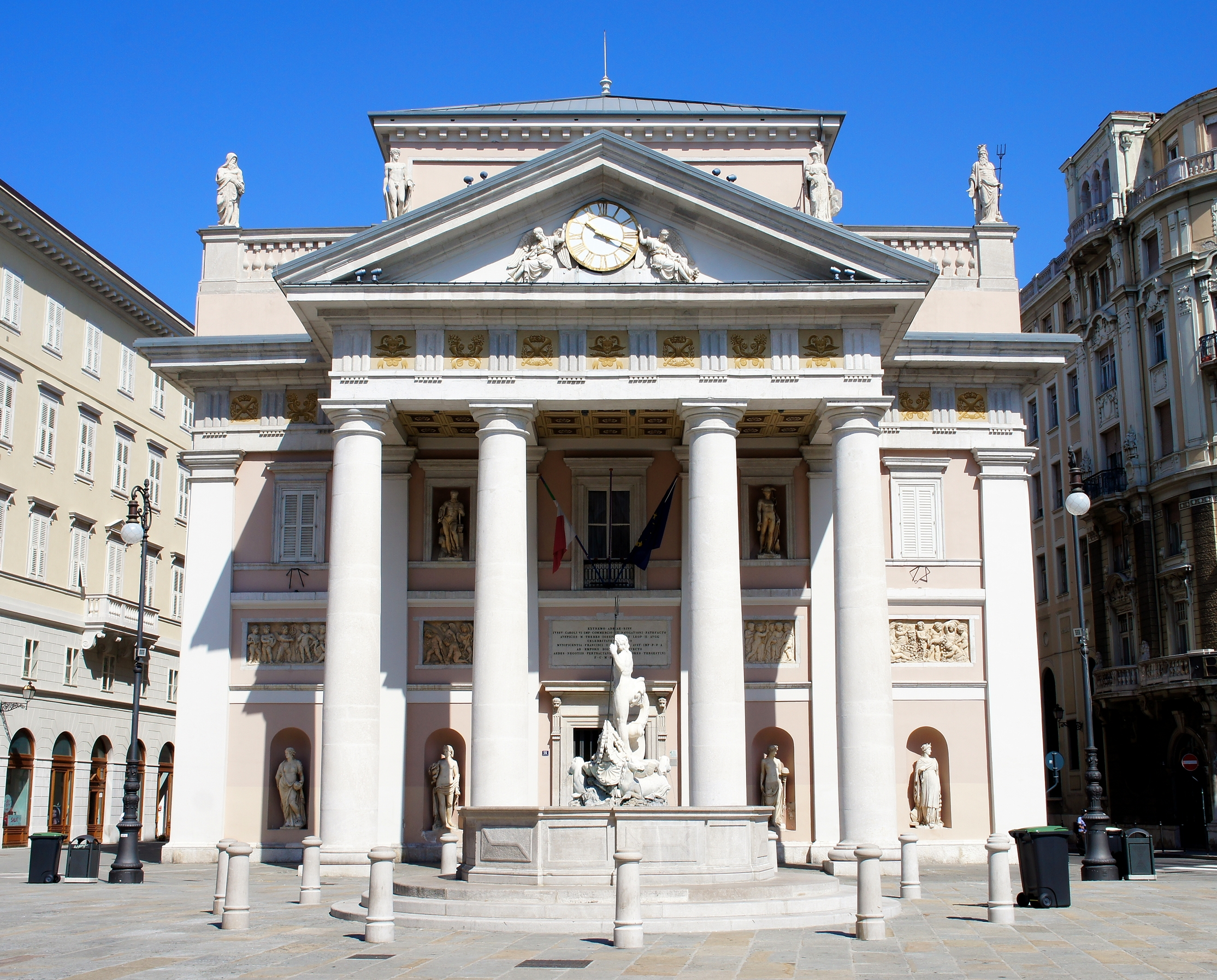
Antonio Mollari, Borsa merci, Trieste
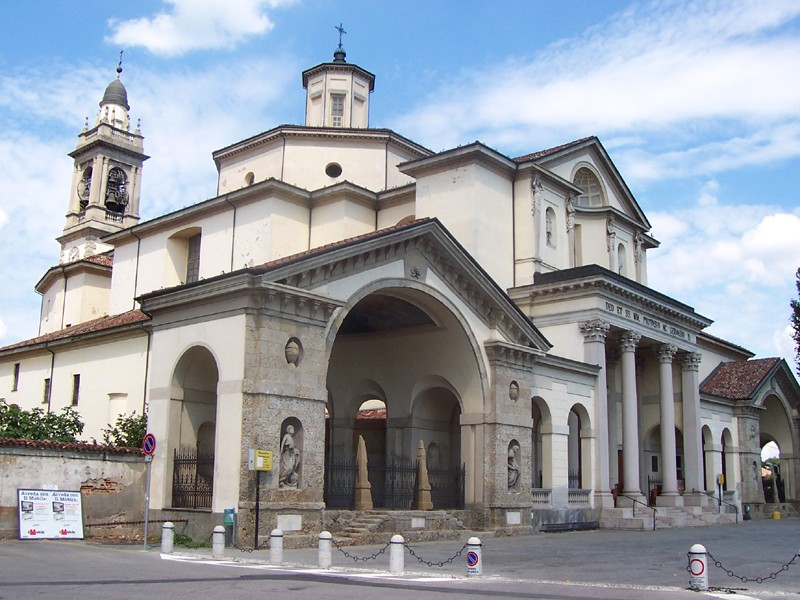
Simone Cantoni, chiesa dei Santi Gervasio e Protasio, Gorgonzola
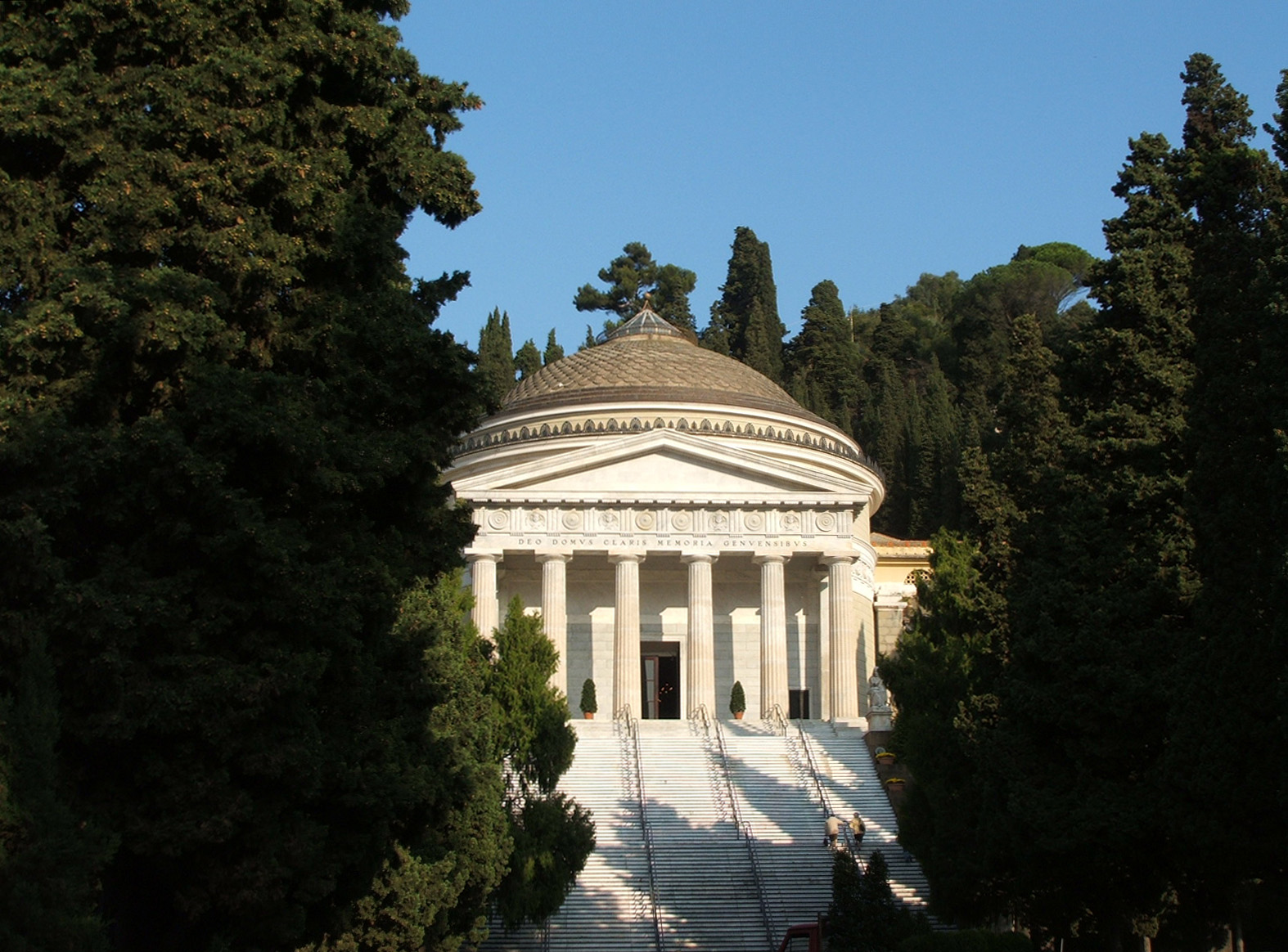
Carlo Barabino, Cimitero monumentale di Staglieno, Genova
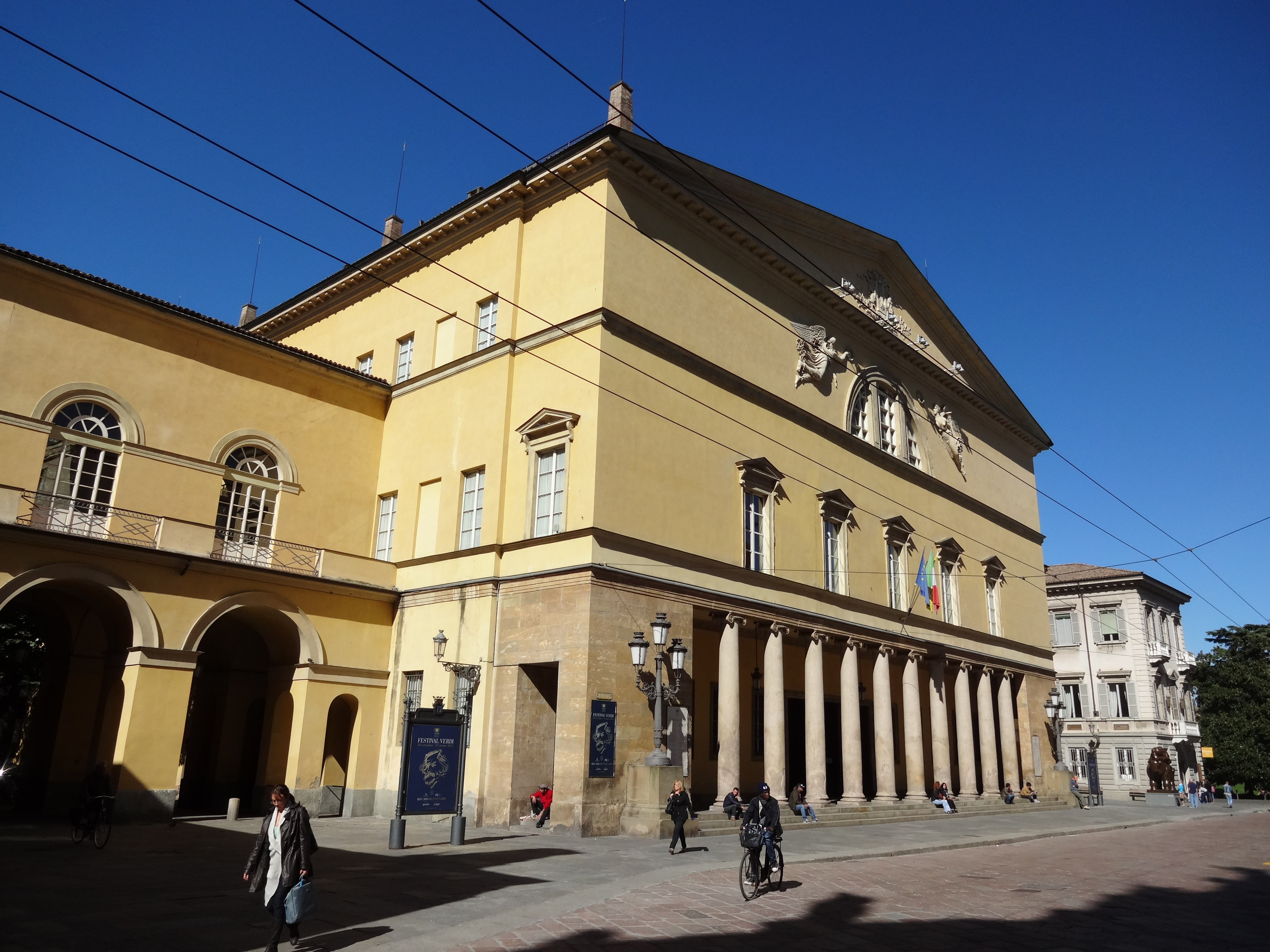
Nicola Bettoli, Teatro Regio, Parma
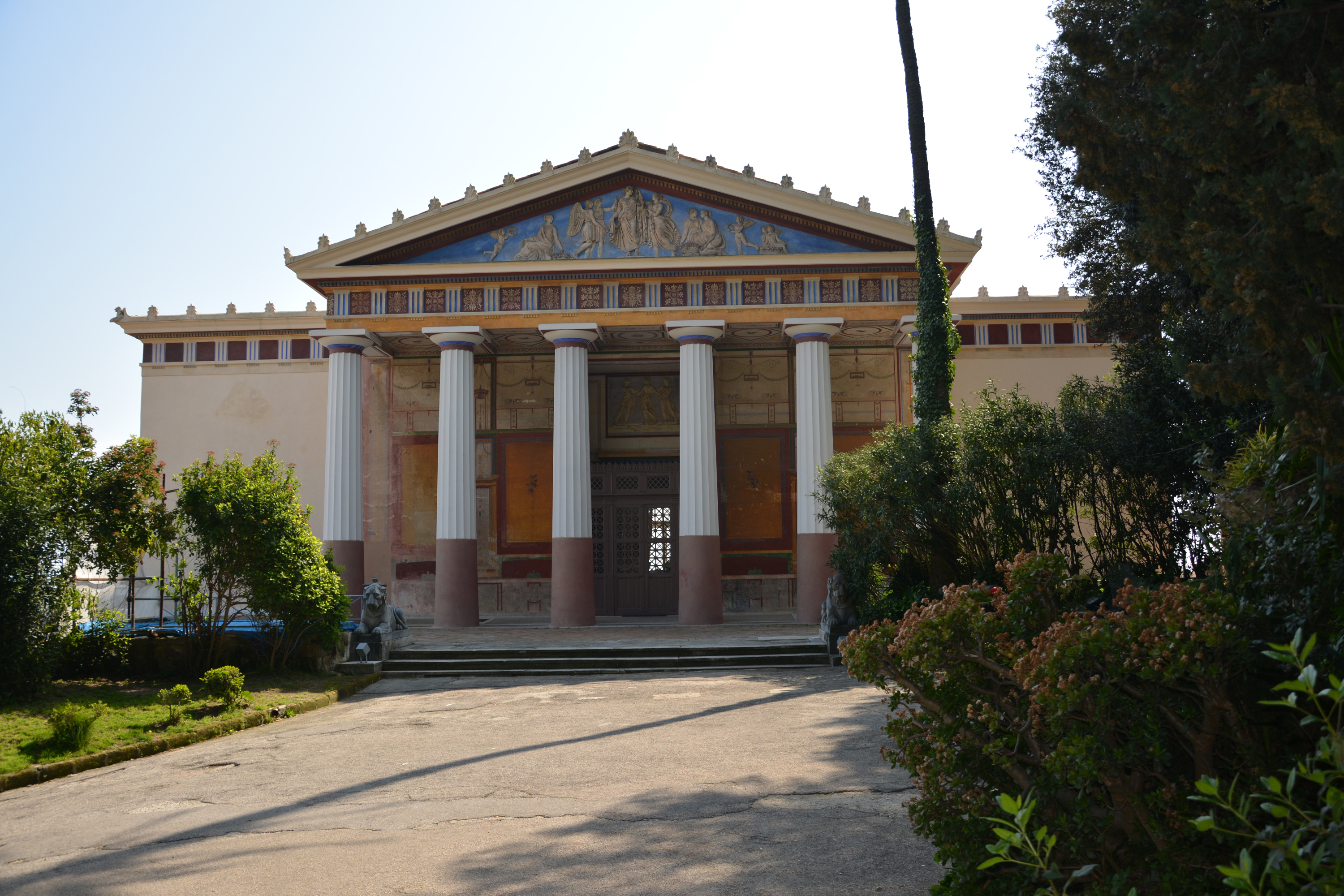
Antonio Niccolini, Villa Lucia, Napoli